# Mănăstirea Cămărășeasca

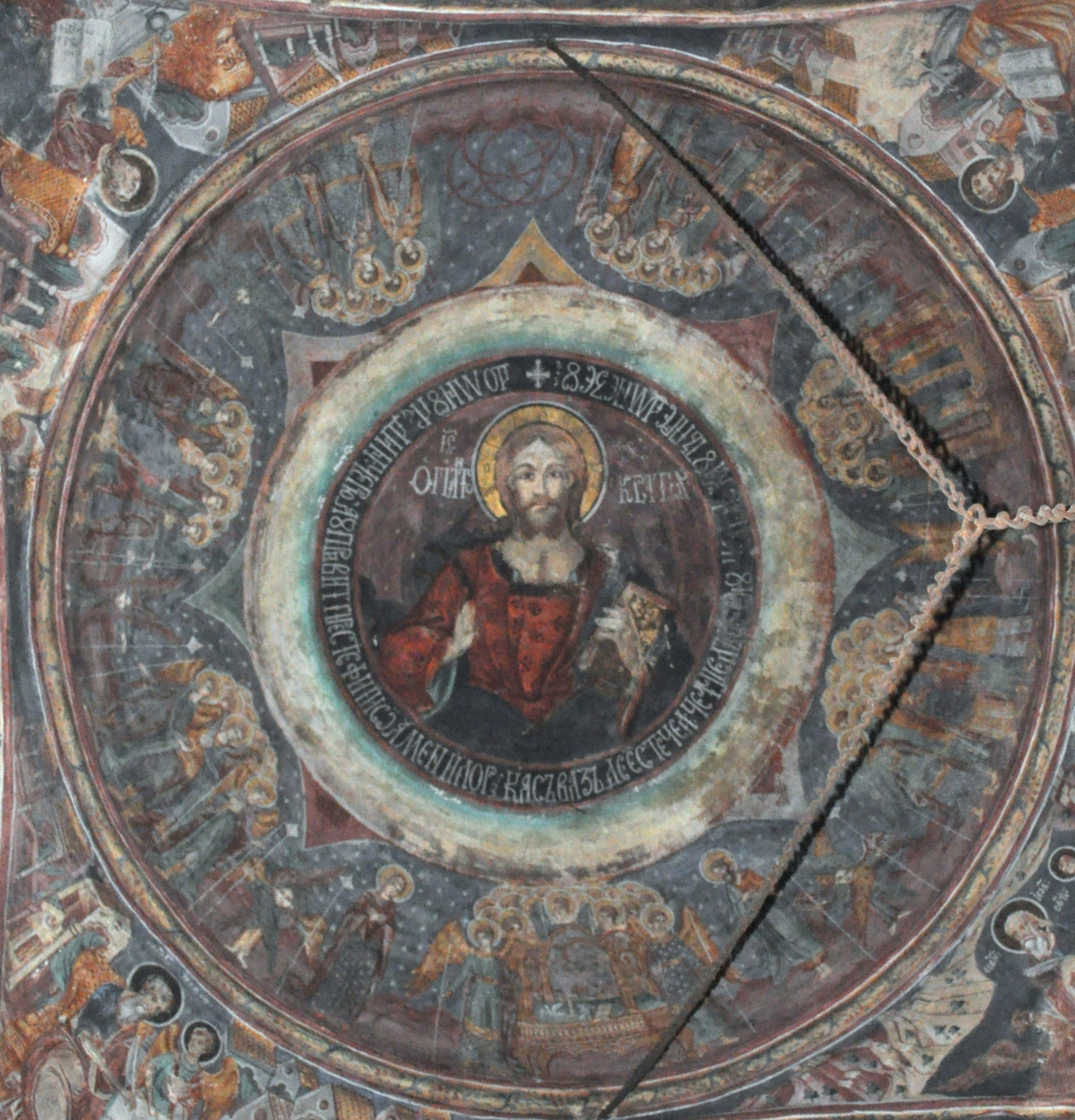
Iisus Hristos Pantocrator

Mănăstirea „Sfântul Ioan Botezătorul”, zisă și Mănăstirea Cămărășeasca (după familia Cămărășescu, ce s-a implicat în restaurarea bisericii în mai multe rânduri), este o mănăstire monument istoric aflată în orașul Târgu Cărbunești. În Repertoriul Arheologic Național, monumentul apare cu codul 78338.02.

## Istoric și trăsături
Mănăstirea Cămărășeasca este situată pe malul drept al râului Gilort, în apropiere de orașul Târgu Cărbunești. Este ctitoria din anul 1780 a polcovnicului Mihai Colțescu, în timpul voievoduluiui Alexandru Ipsilanti. Alături de hramul „Tăierea cinstitului cap al Sfântului Ioan Botezătorul”, ctitorii au ales ca protector și pe Sfântul Mare Mucenic Dimitrie. Biserica are formă de navă, cu zidurile groase, din cărămidă, având clopotnița deasupra pronaosului, o caracteristică a sfârșitului de secol al XVIII-lea. Pridvorul este sprijinit pe stâlpi de piatră în stil brâncovenesc, cu arcadele în formă de semicerc. În pridvor se află două morminte: al lui Toma Cămărășescu și al soției acestuia.
Tabloul votiv din pronaos, în dreptul ușii de la intrare, îl reprezintă pe ctitorul Mihail Colțescu, cu soția Catrina și familia lui; în stânga ușii, pe fiul lui, Mihalache Colțescu, cu soția Luxa și familia. Pictura din anul 1831 este opera lui Matei si Gh. Zugravu și reprezintă scene biblice de o mare frumusețe.
Catapeteasma este din zid și împodobită în dreapta cu icoanele împărătești ale Mântuitorului Iisus Hristos, Sfântului Ioan Botezătorul, Sfântul Gheorghe cu Sfinții Apostoli Petru si Pavel, iar în stânga cu icoanele Maicii Domnului, Sfântul Dimitrie, Sfântul Nicolae, Sfânta Parascheva.
Mănăstirea este împrejmuită cu un zid de apărare, făcut din piatră de râu.
Ultima urmașă a ctitorului a fost Anica Colțescu, fiul acesteia a fost Toma Cămărășescu, om de cultură, prefect al Gorjului. În 1880 s-au făcut reparații la biserică și a fost înzestrată cu obiecte de cult de valoare.
În 1920 istoricul Nicolae Iorga a vizitat această biserică și a fost profund impresionat, apreciindu-i tezaurul artistic și semnalând-o Comisiei Monumentelor Istorice, care  a declarat-o monument istoric.
În 1928 fiicele lui Toma, Ana și Nissa Cămărășescu au constatat degradarea monumentului și au făcut reparații la acoperiș și zidul de apărare. O altă restaurare a fost făcută în perioada anilor 1967-1969 de către preotul Solomon Moțocu, constând în acoperirea bisericii cu tablă și repararea zidului înconjurător. După această dată biserica a rămas în părăsire până la 1 septembrie 1994, când cu încuviințarea Sfântului Sinod s-a redeschis Mănăstirea Cămărășeasca ca mănăstire de maici.
În anul 2011, în curtea mănăstirii a fost strămutată din satul Pojogeni, comuna Copăcioasa, o biserică de lemn monument istoric de la anul 1730.

## Imagini din exterior

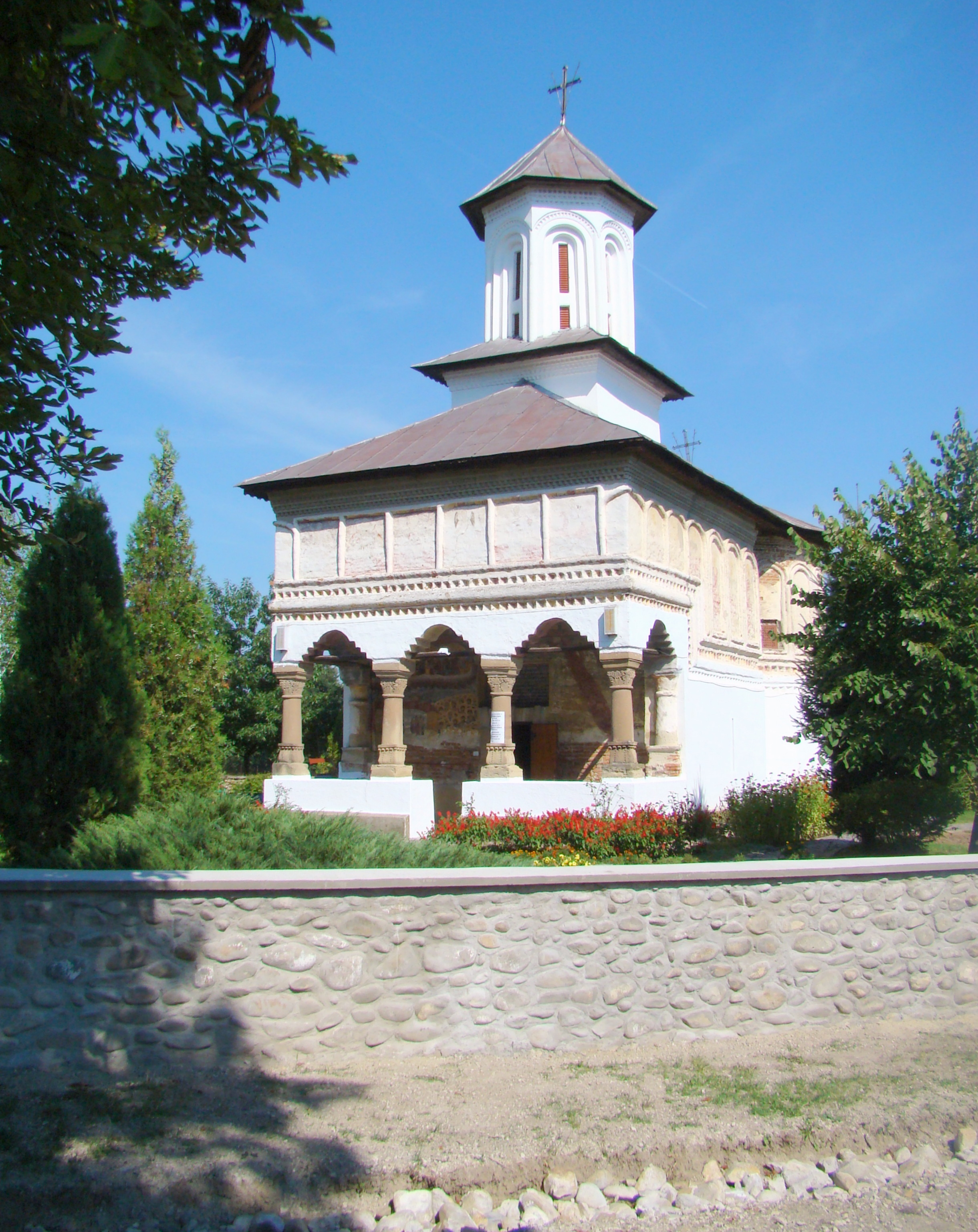
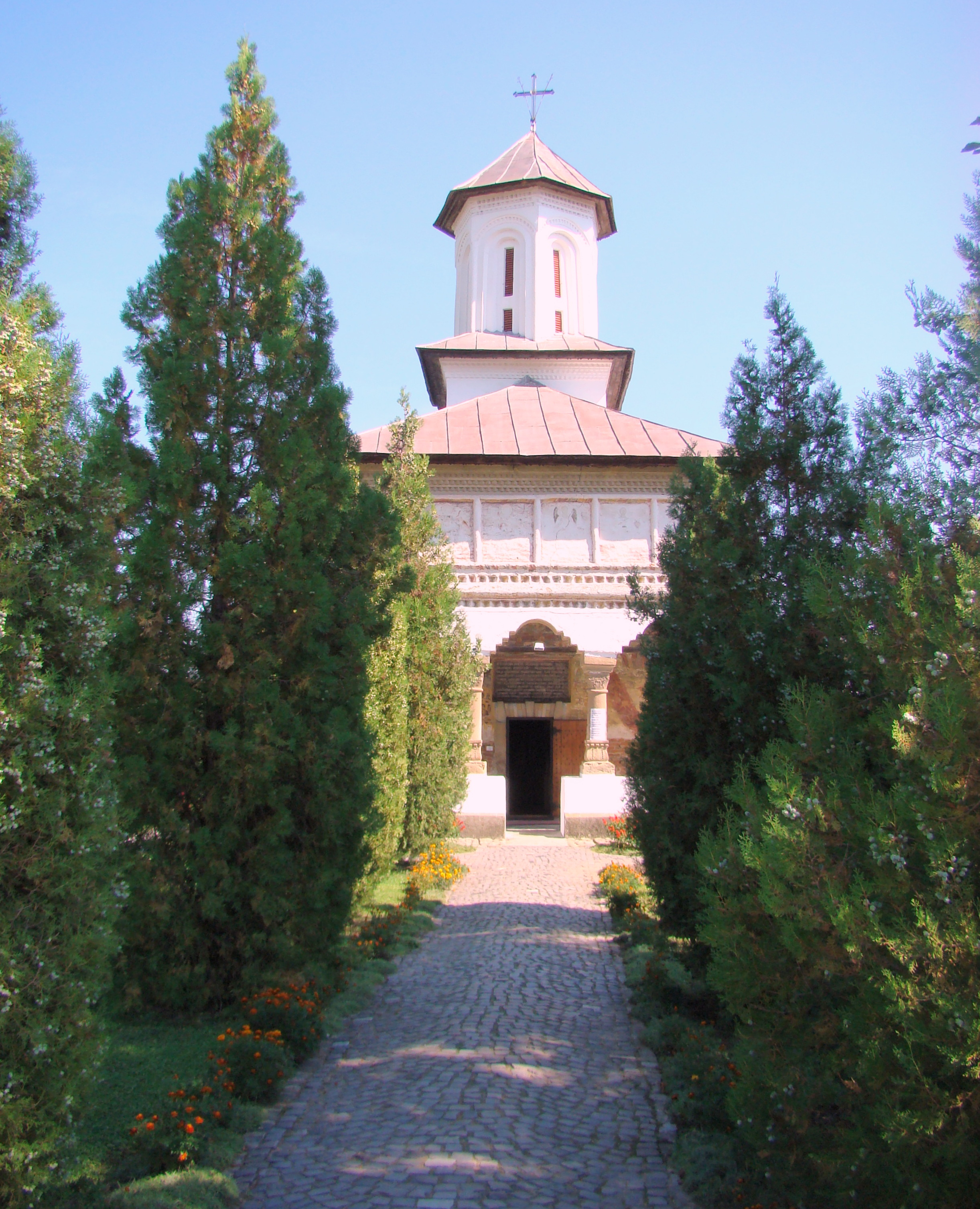
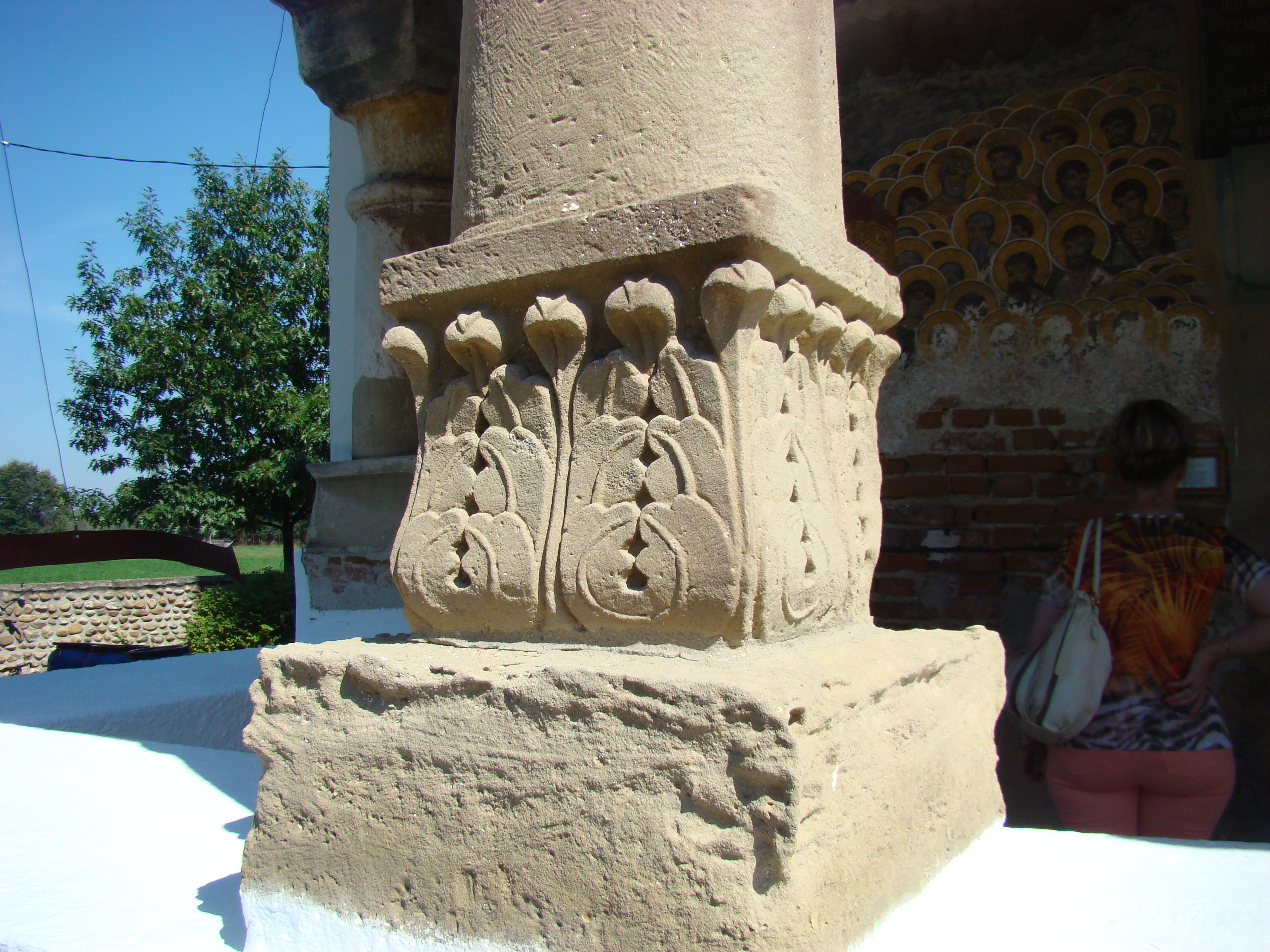
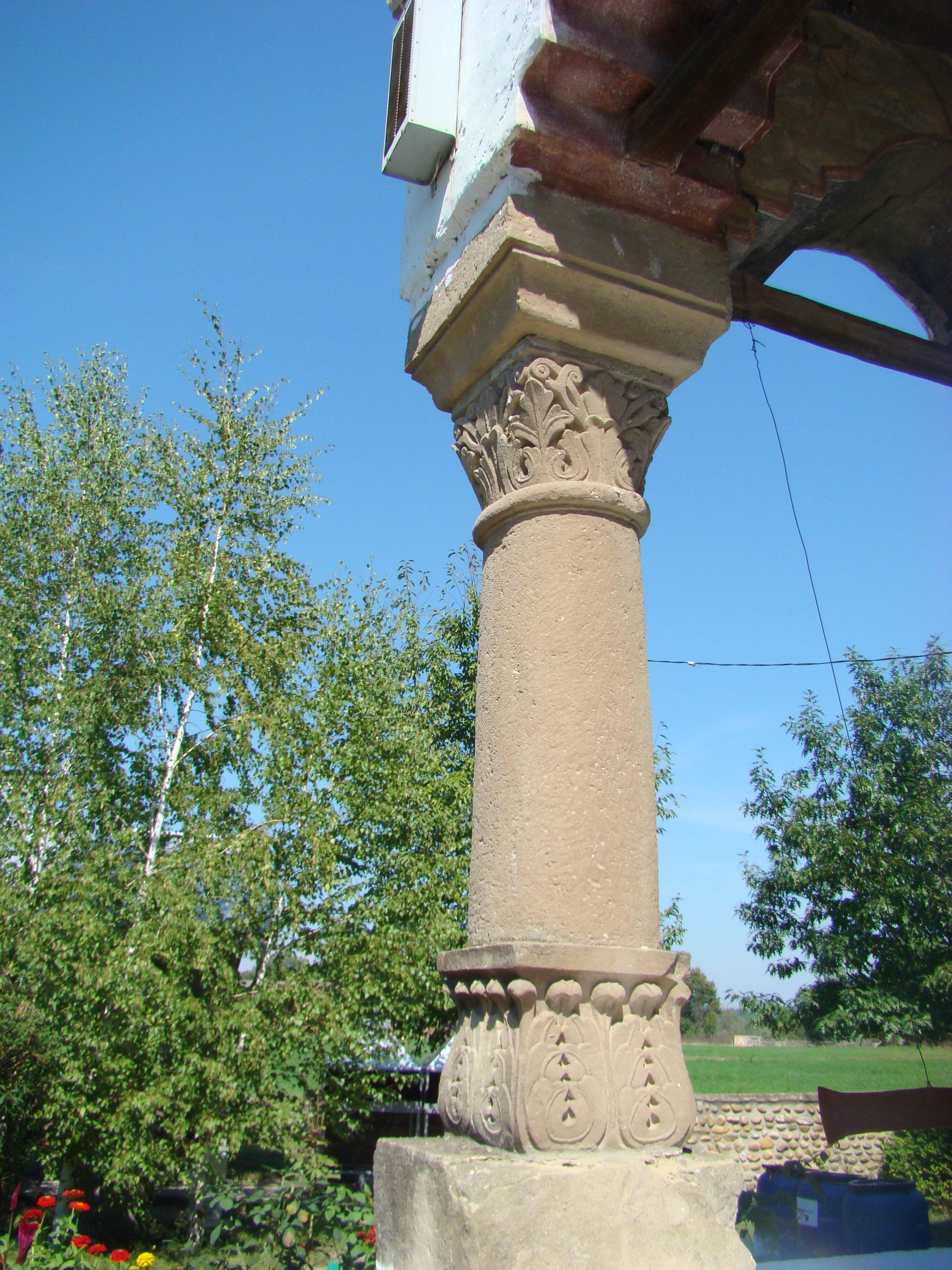
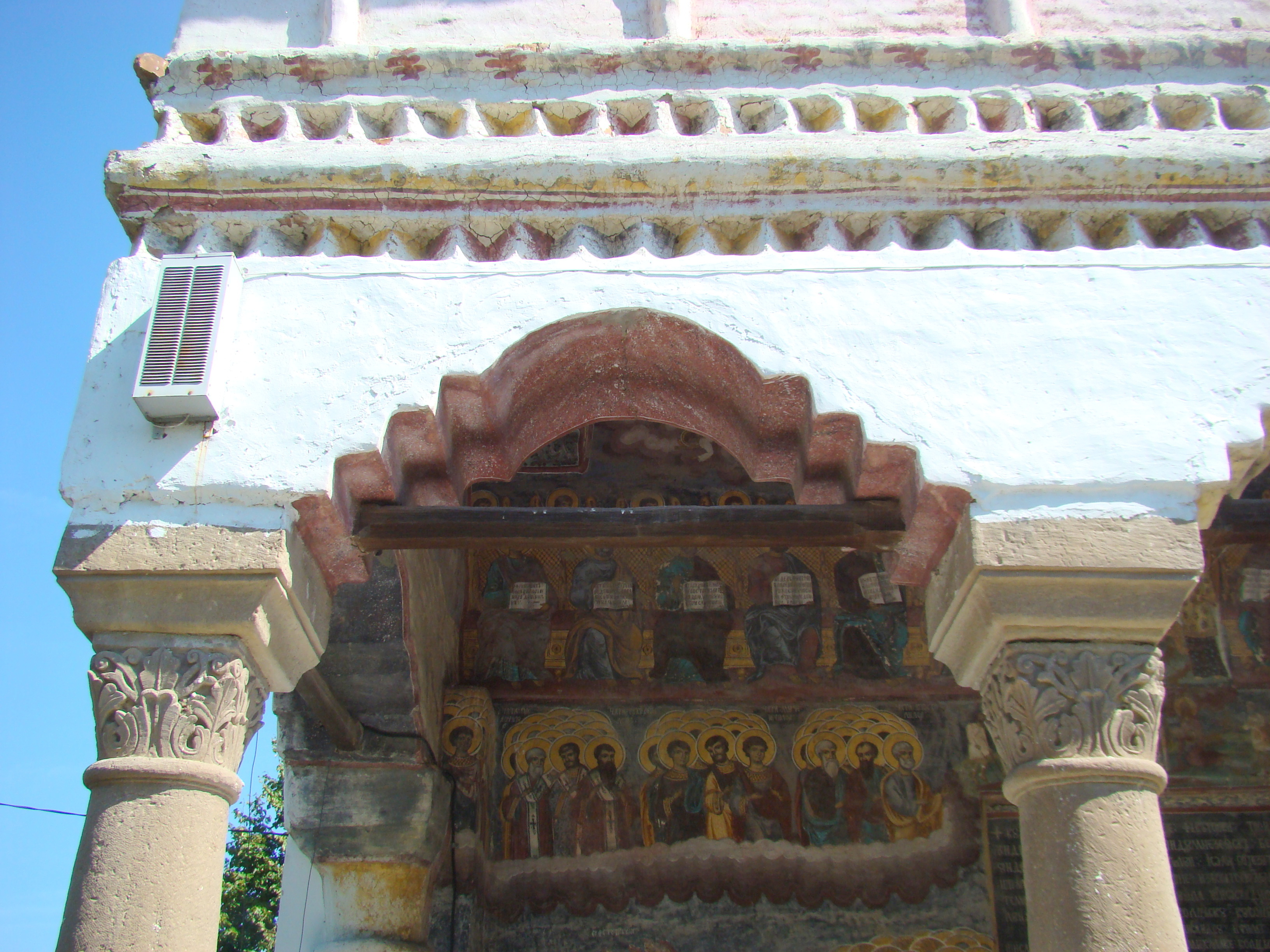
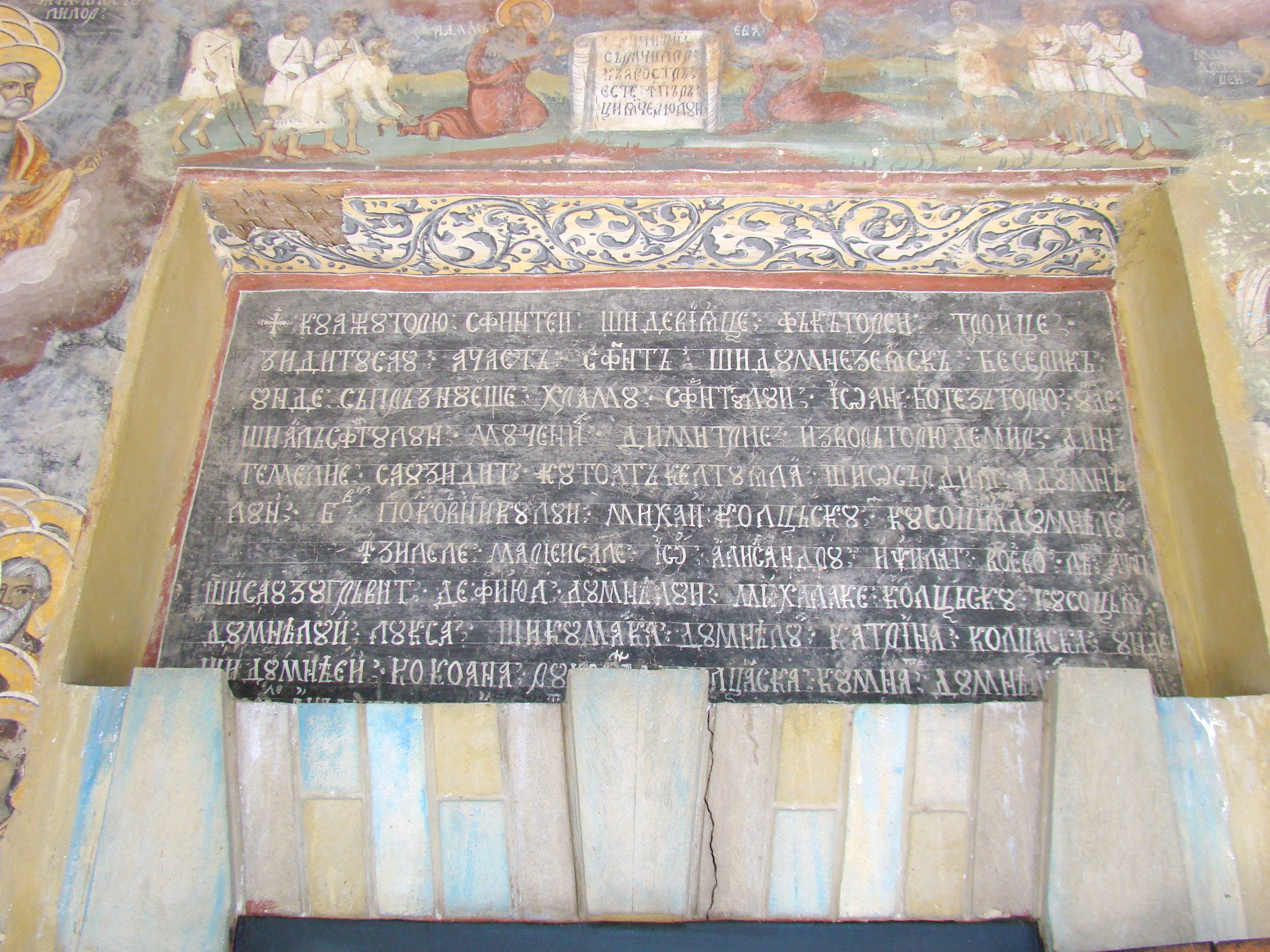
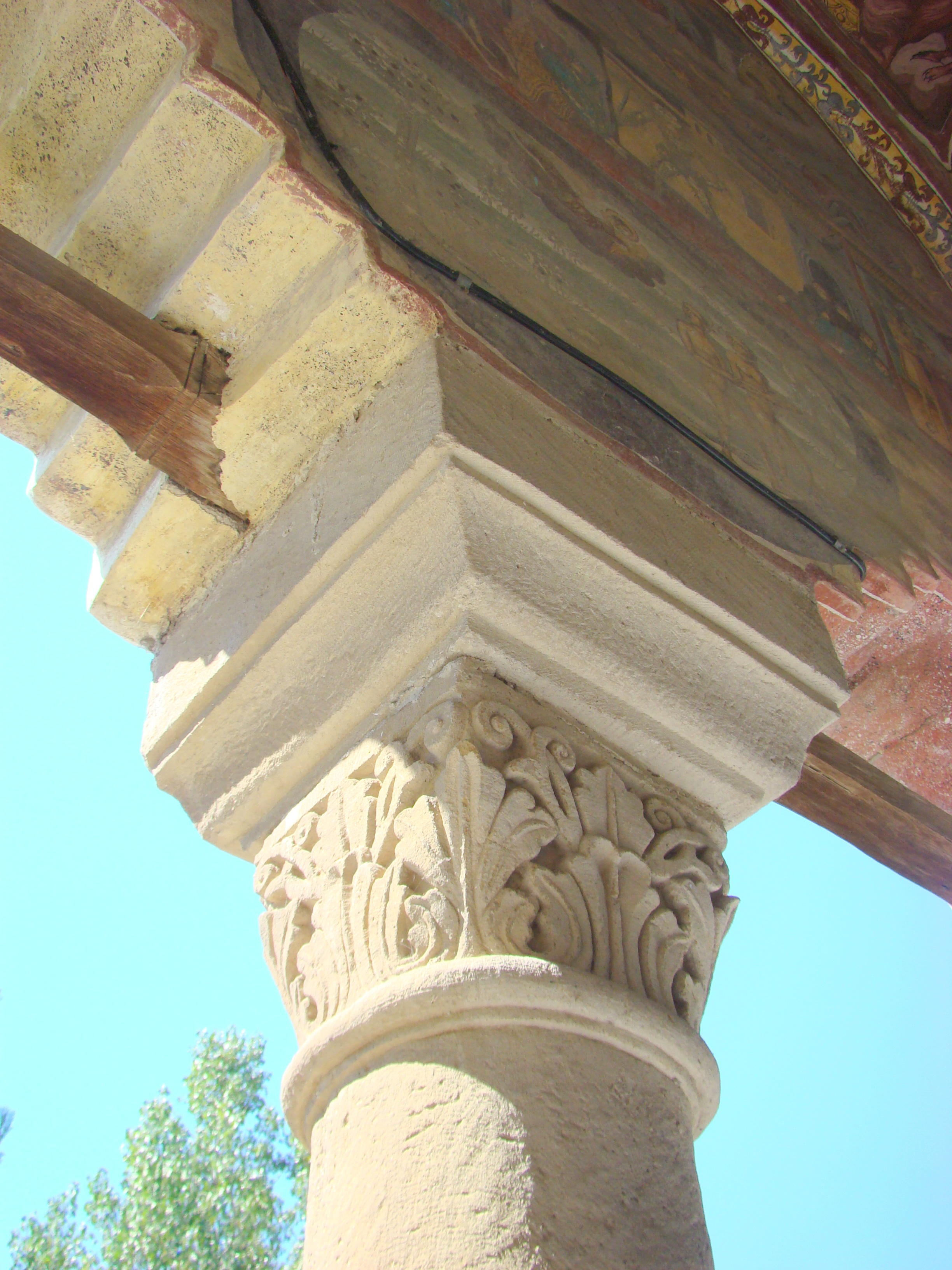
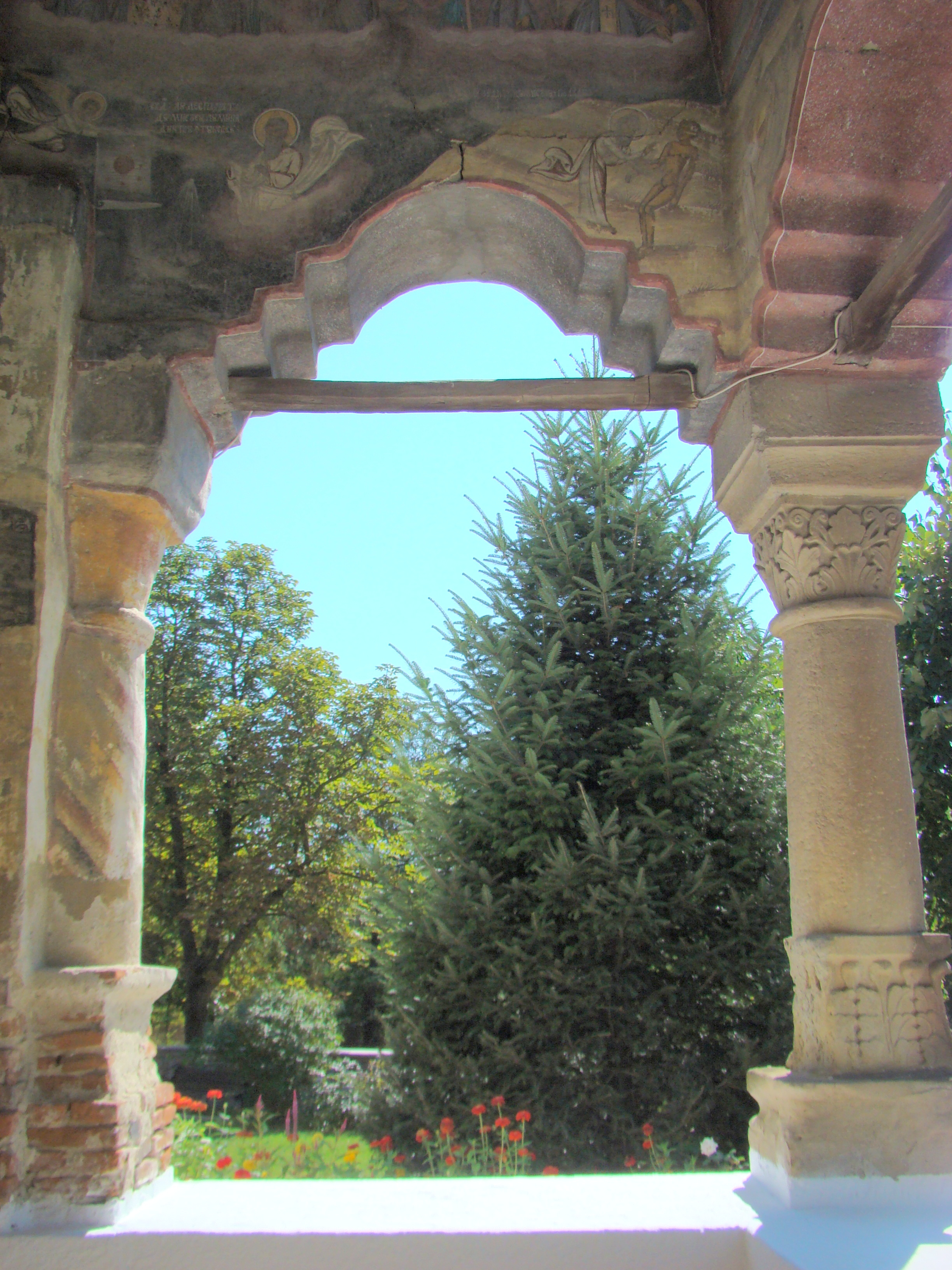
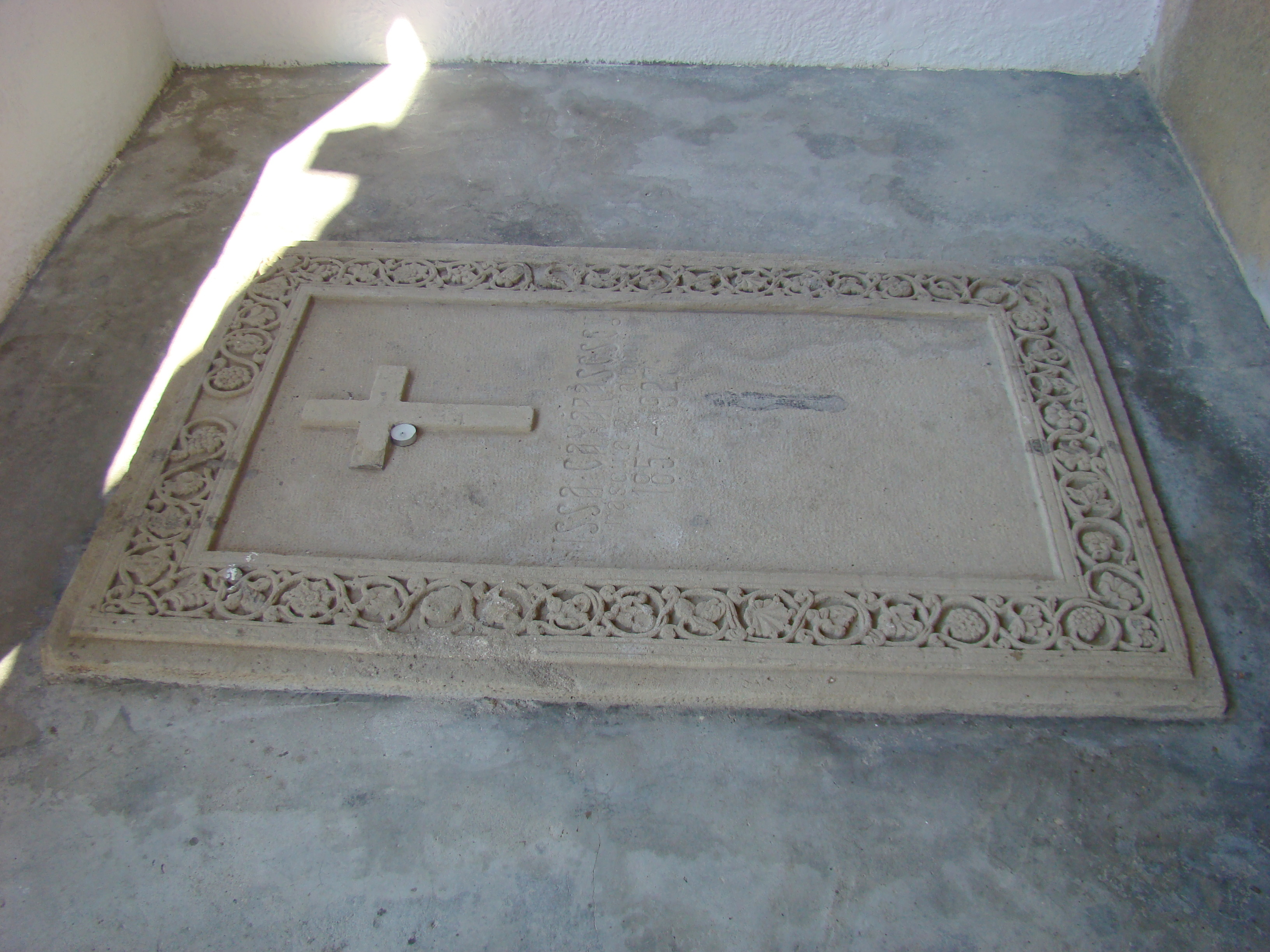
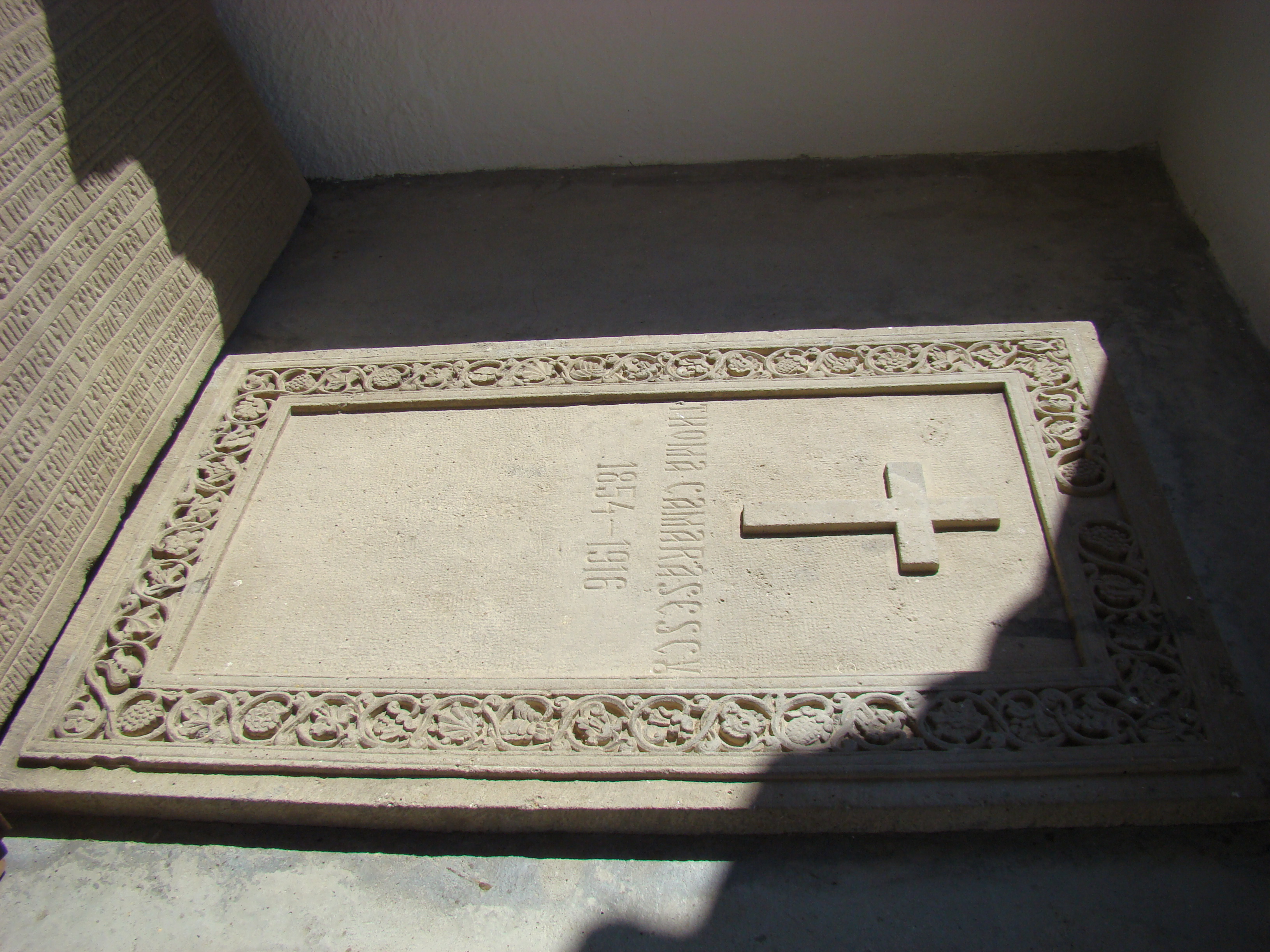
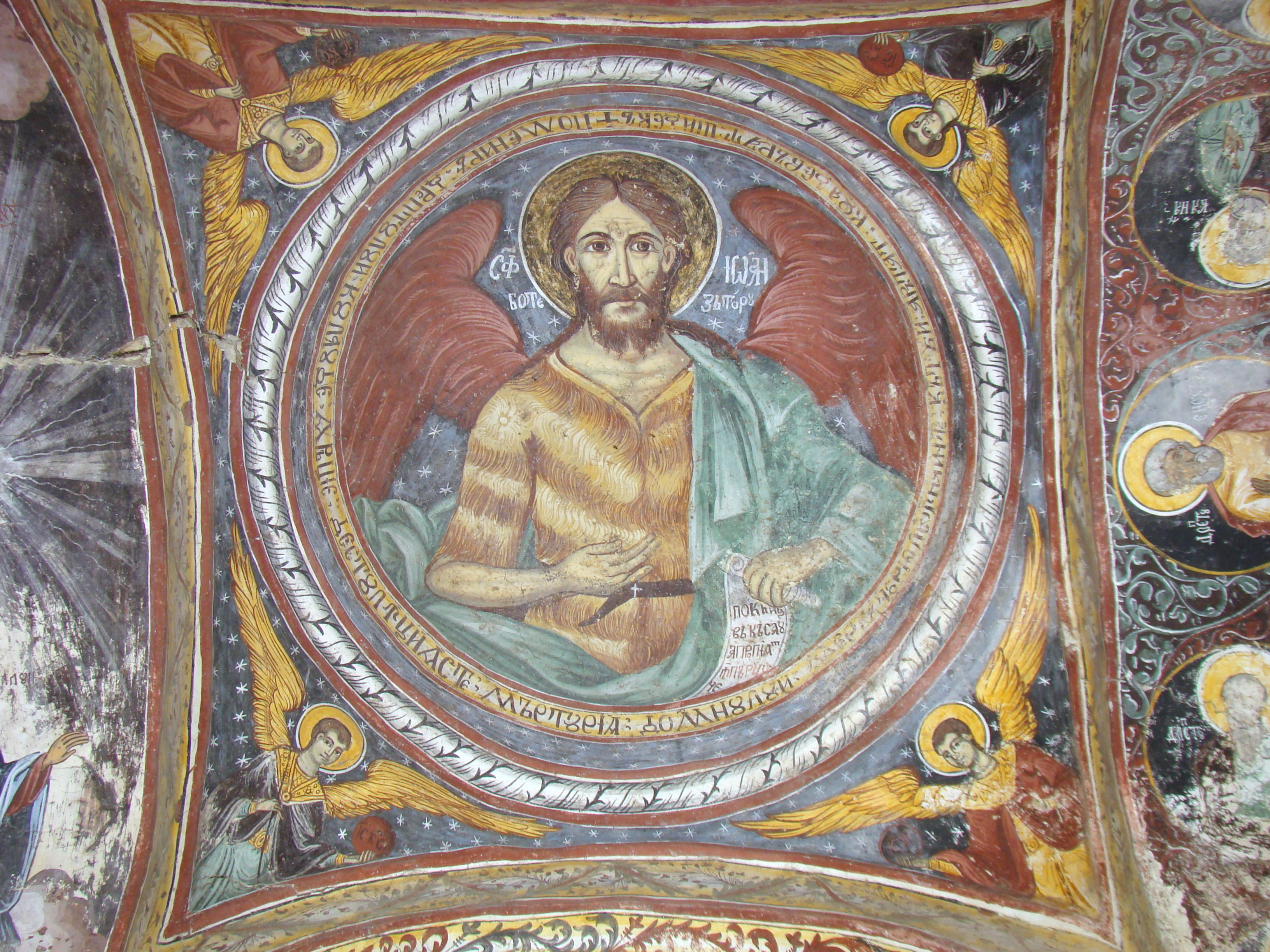
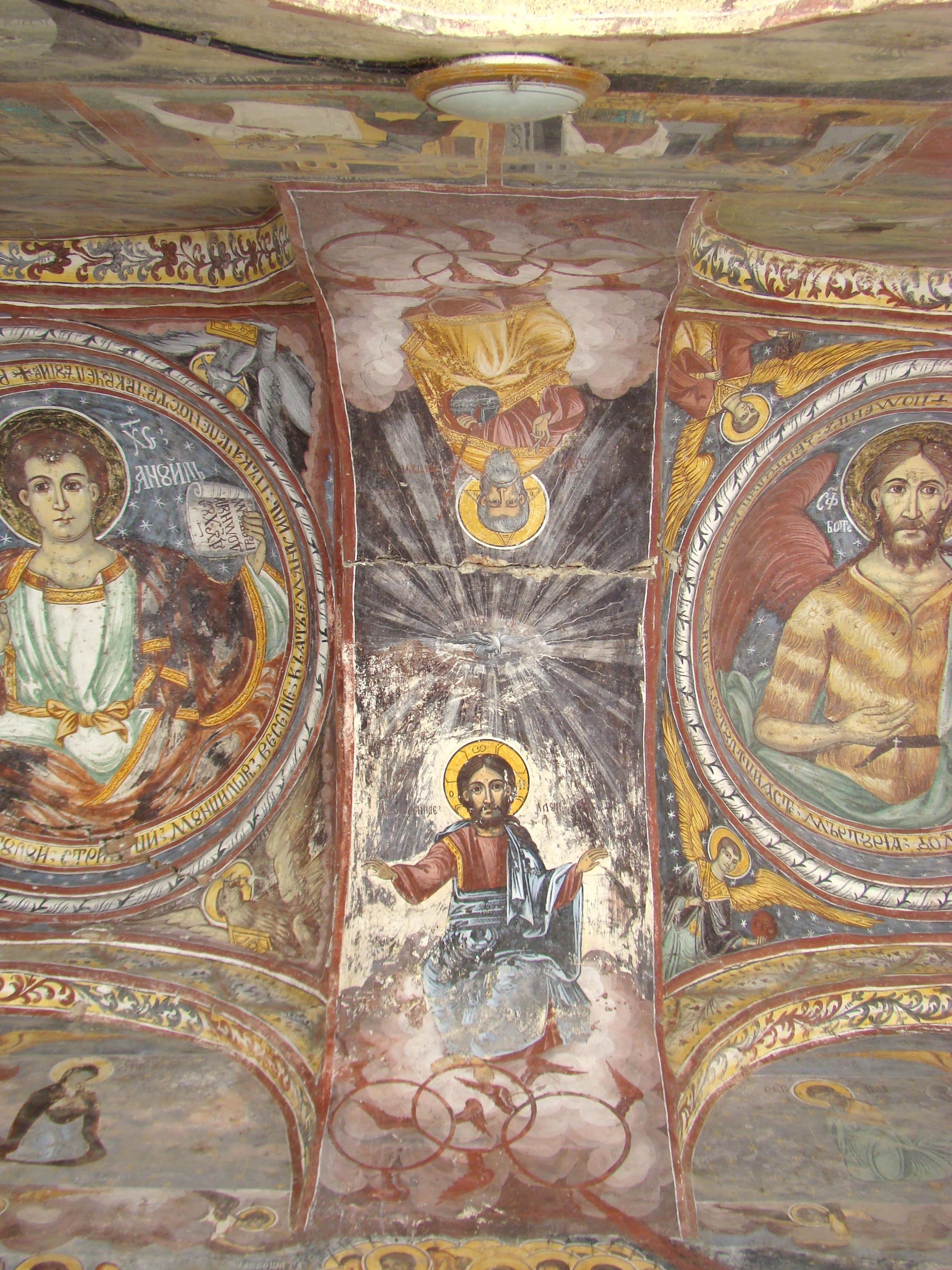
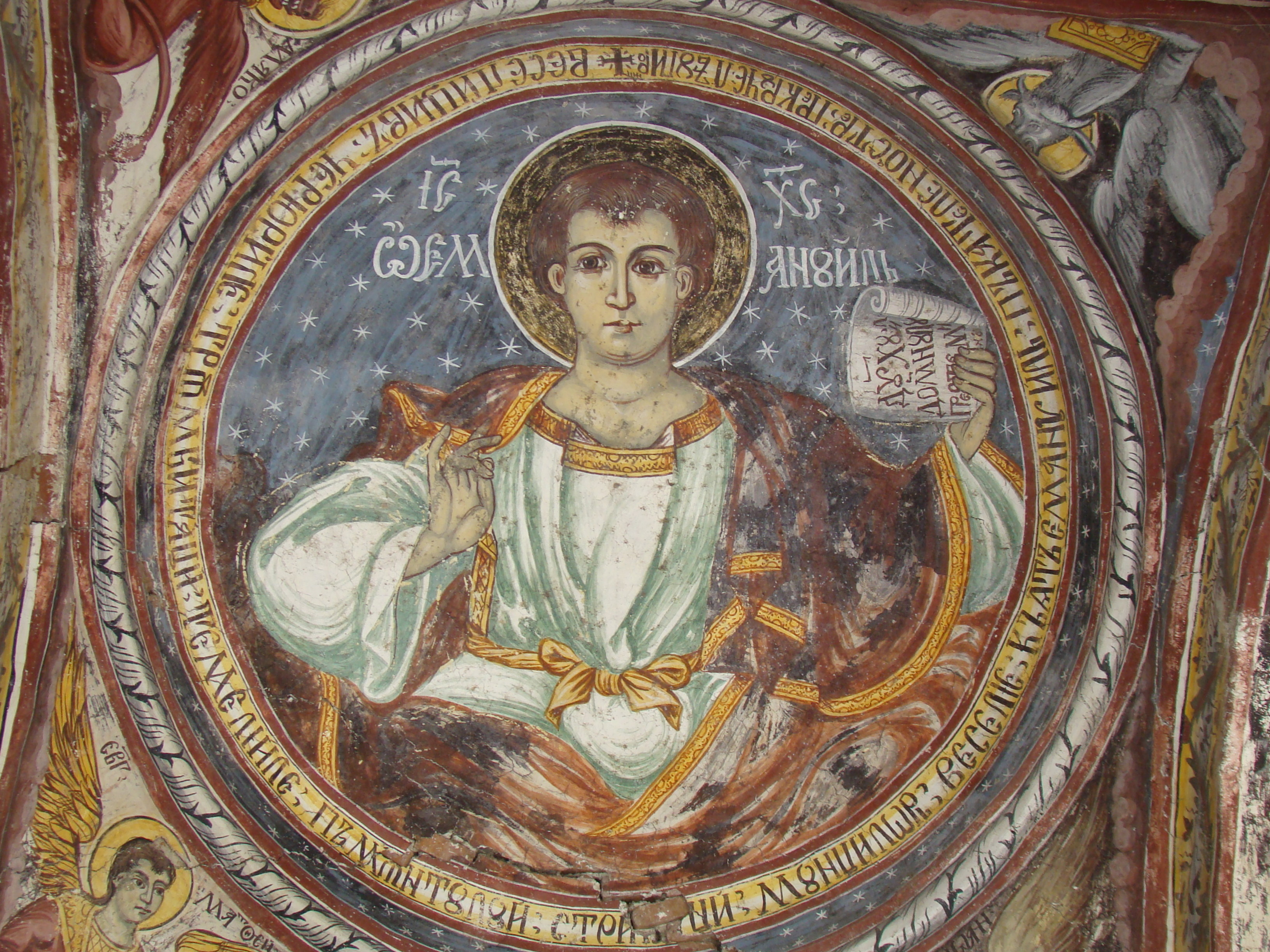
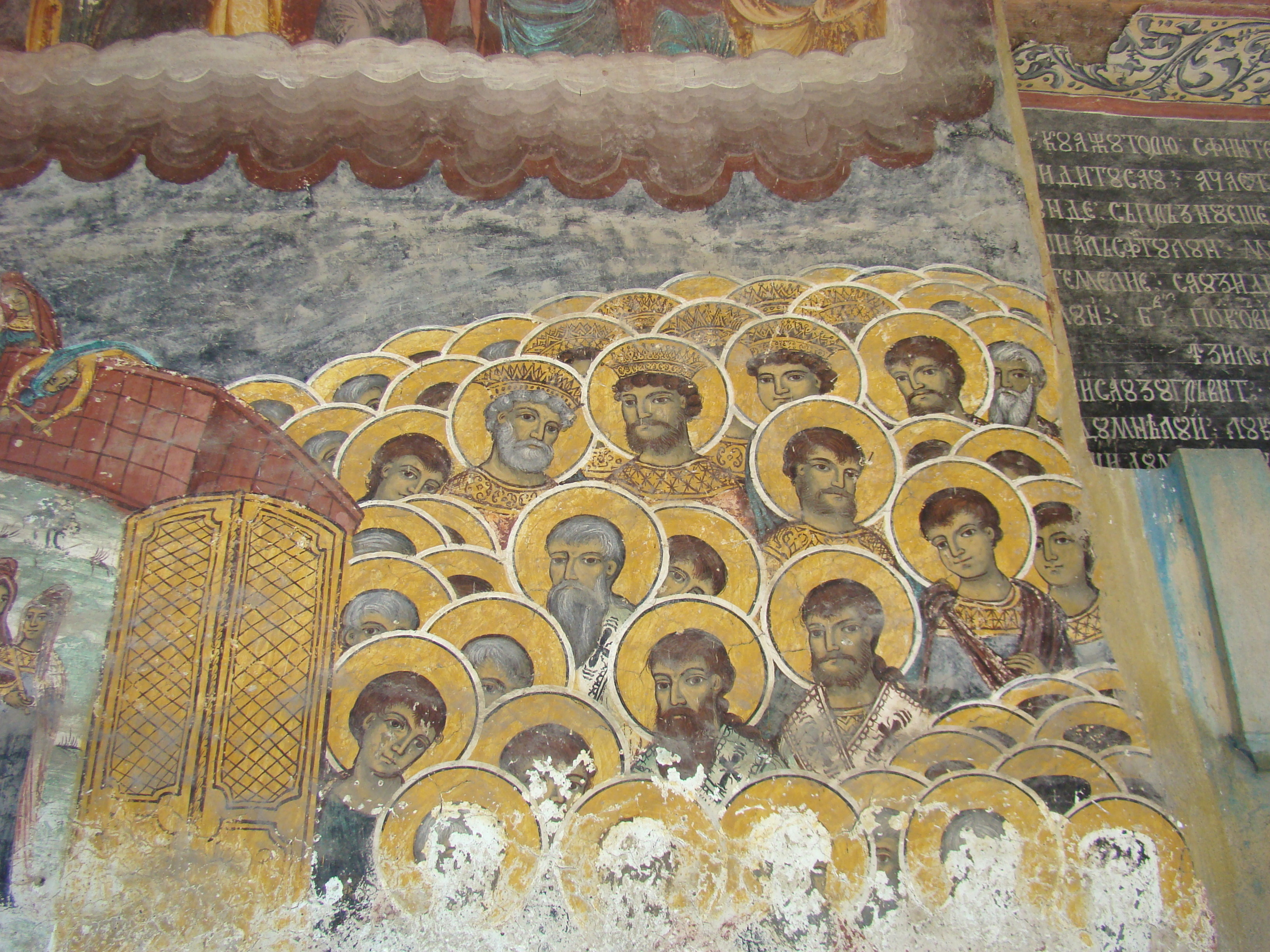
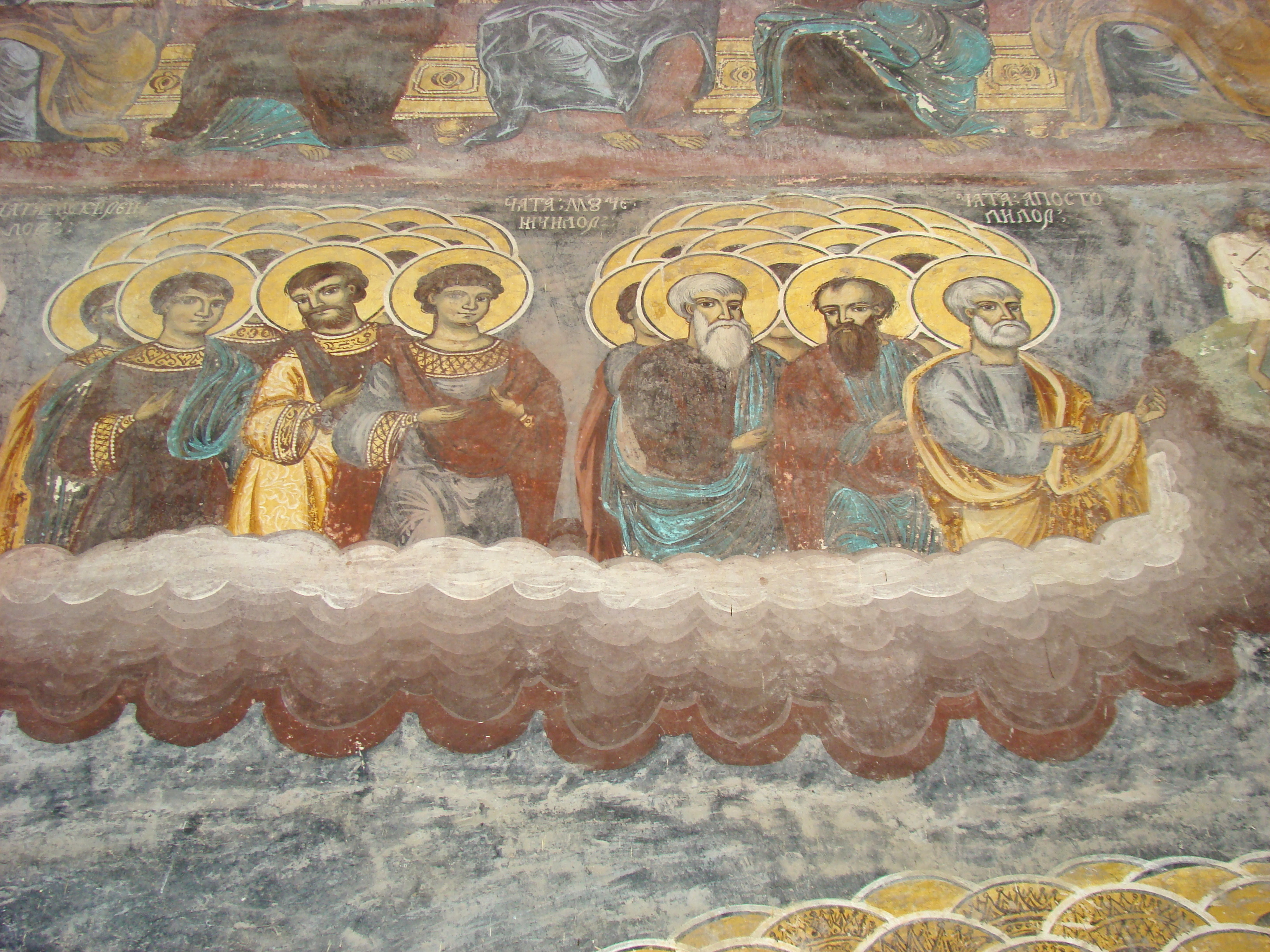
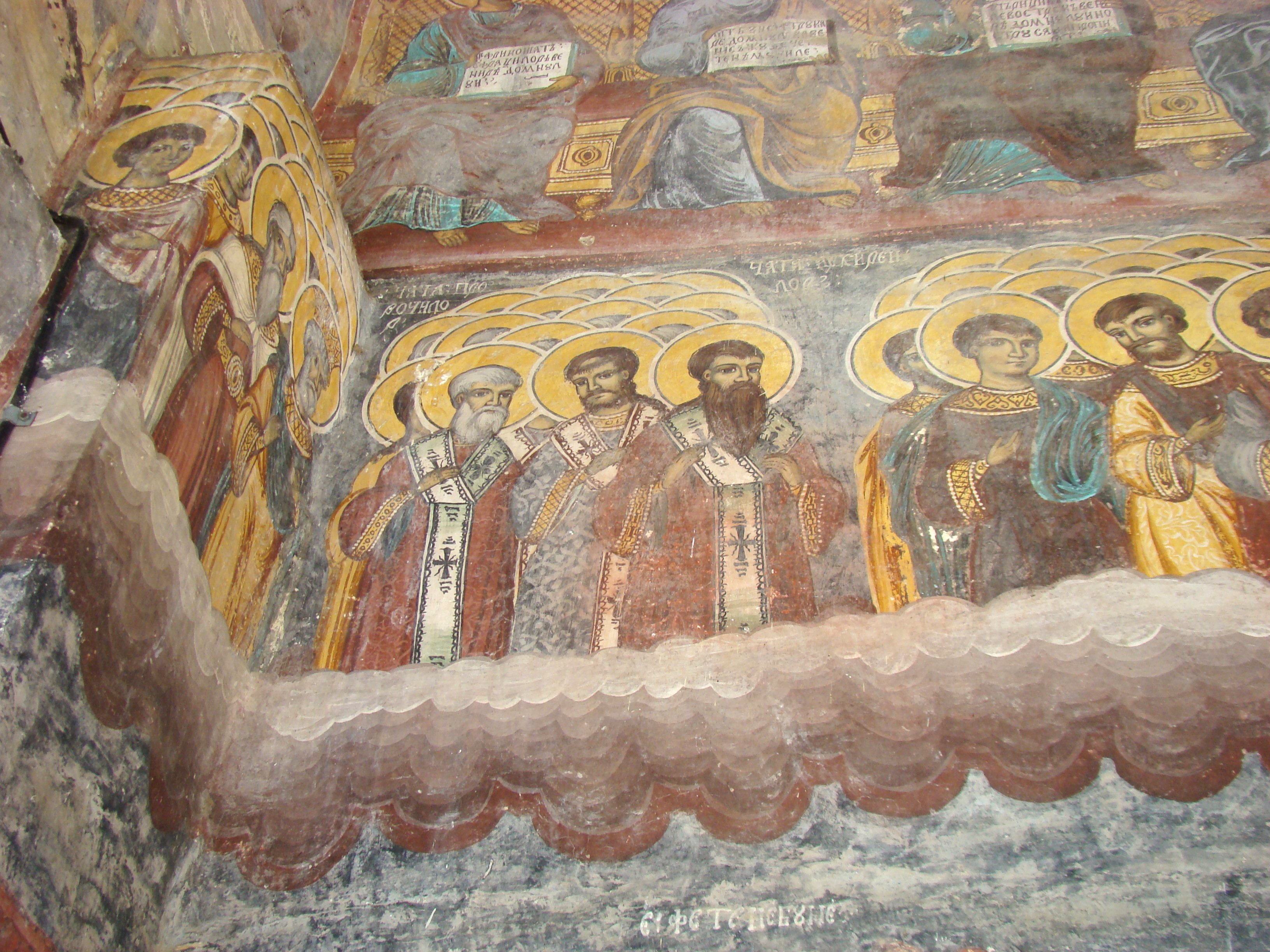
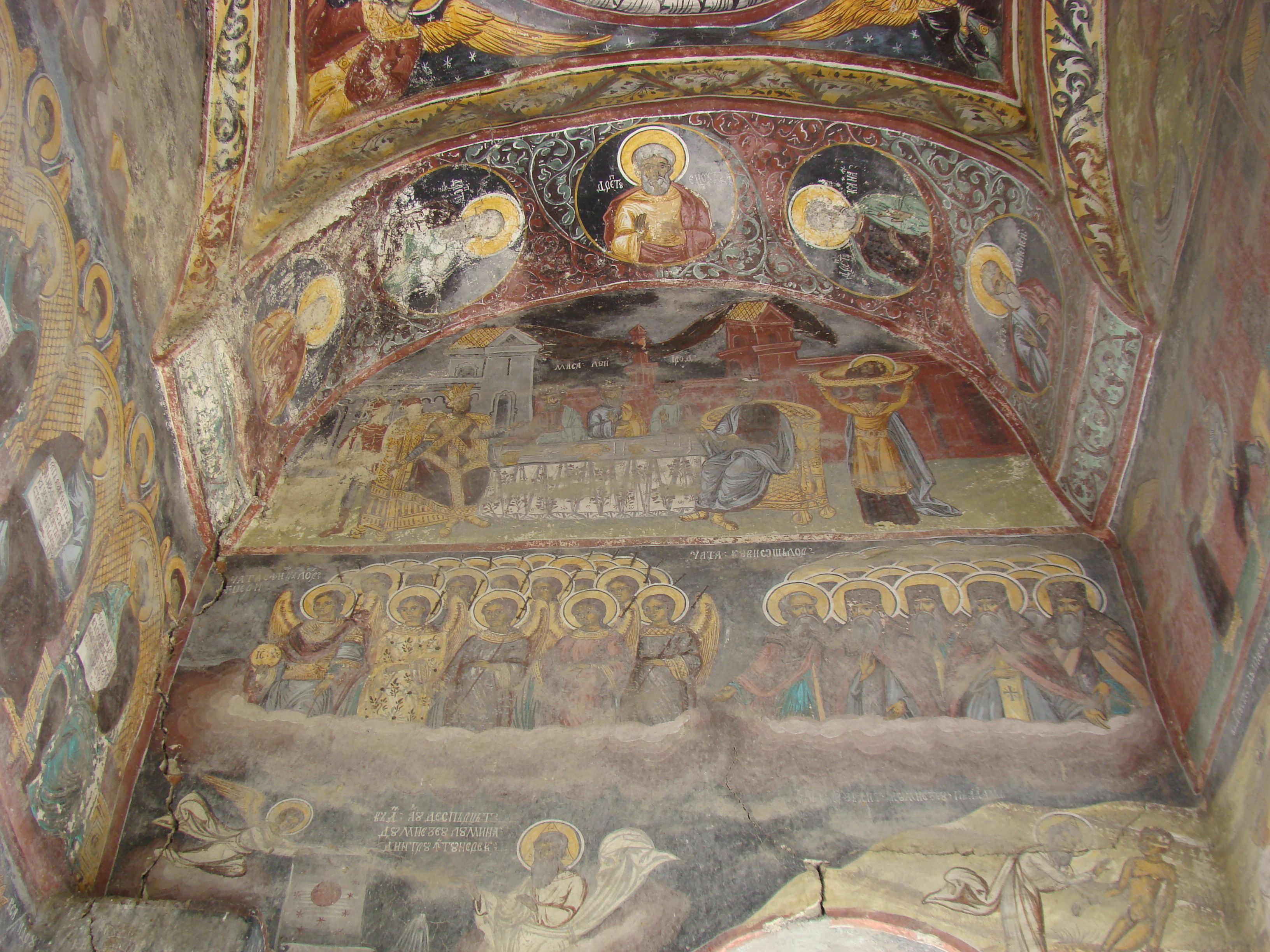
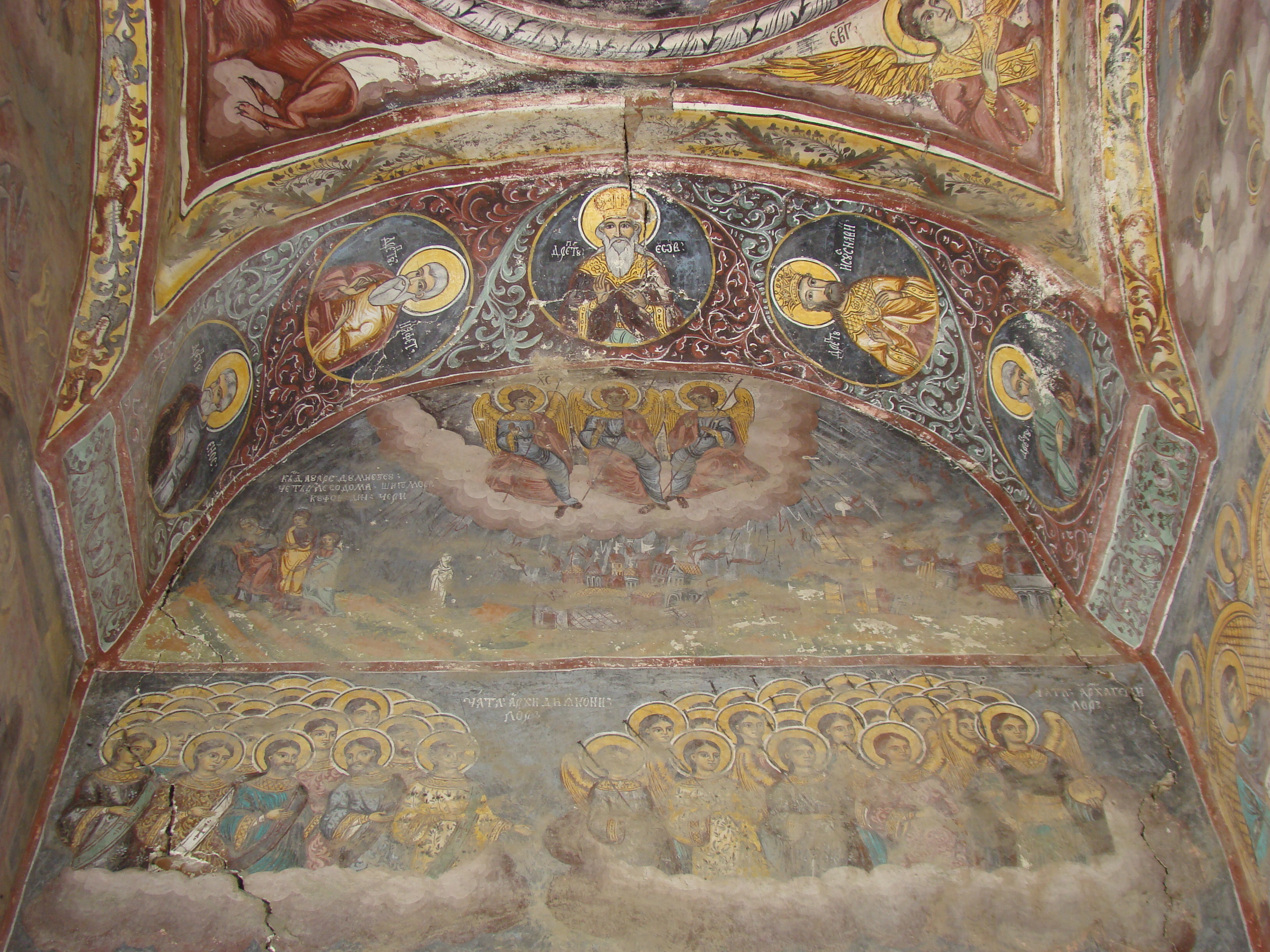
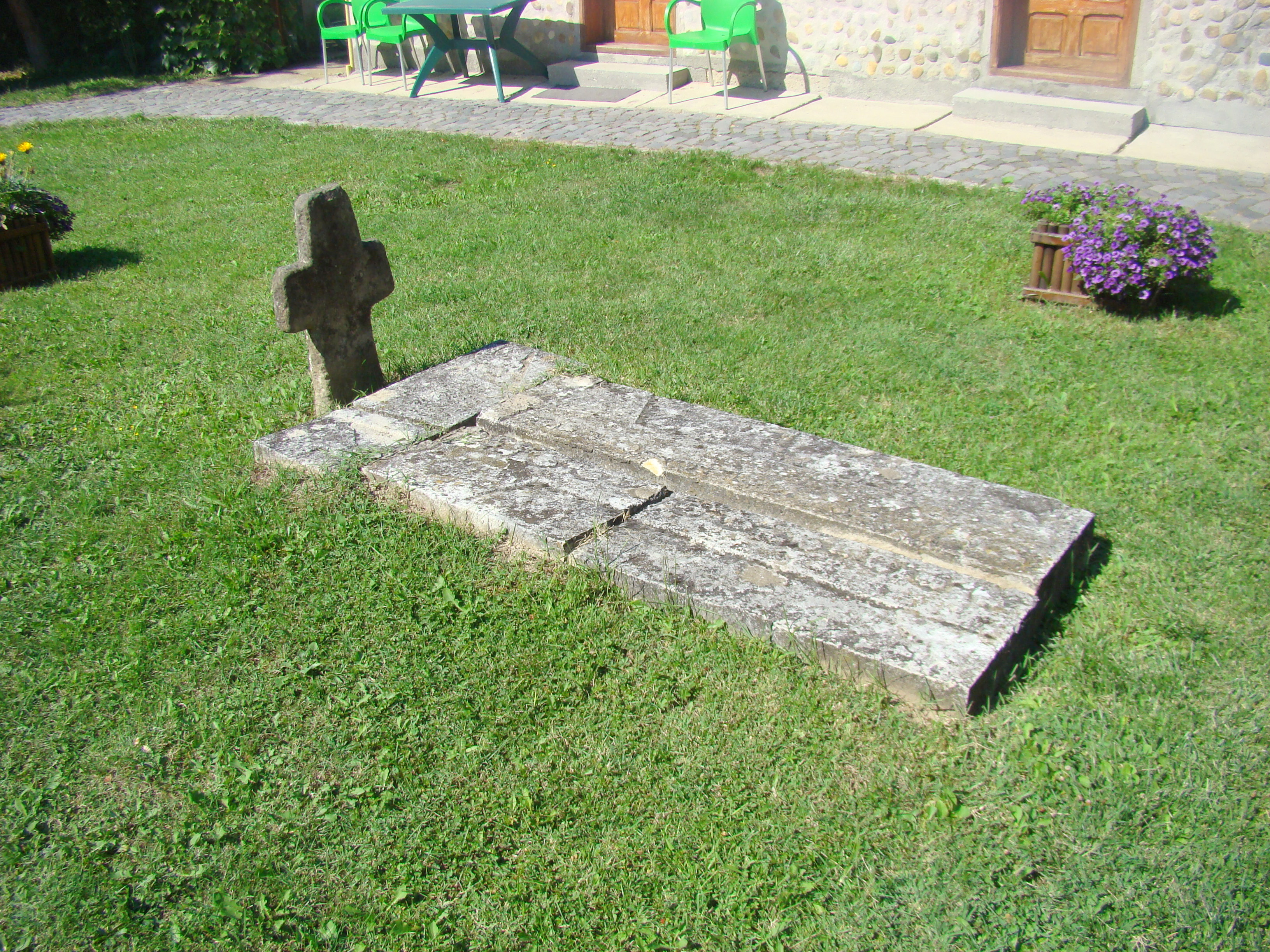
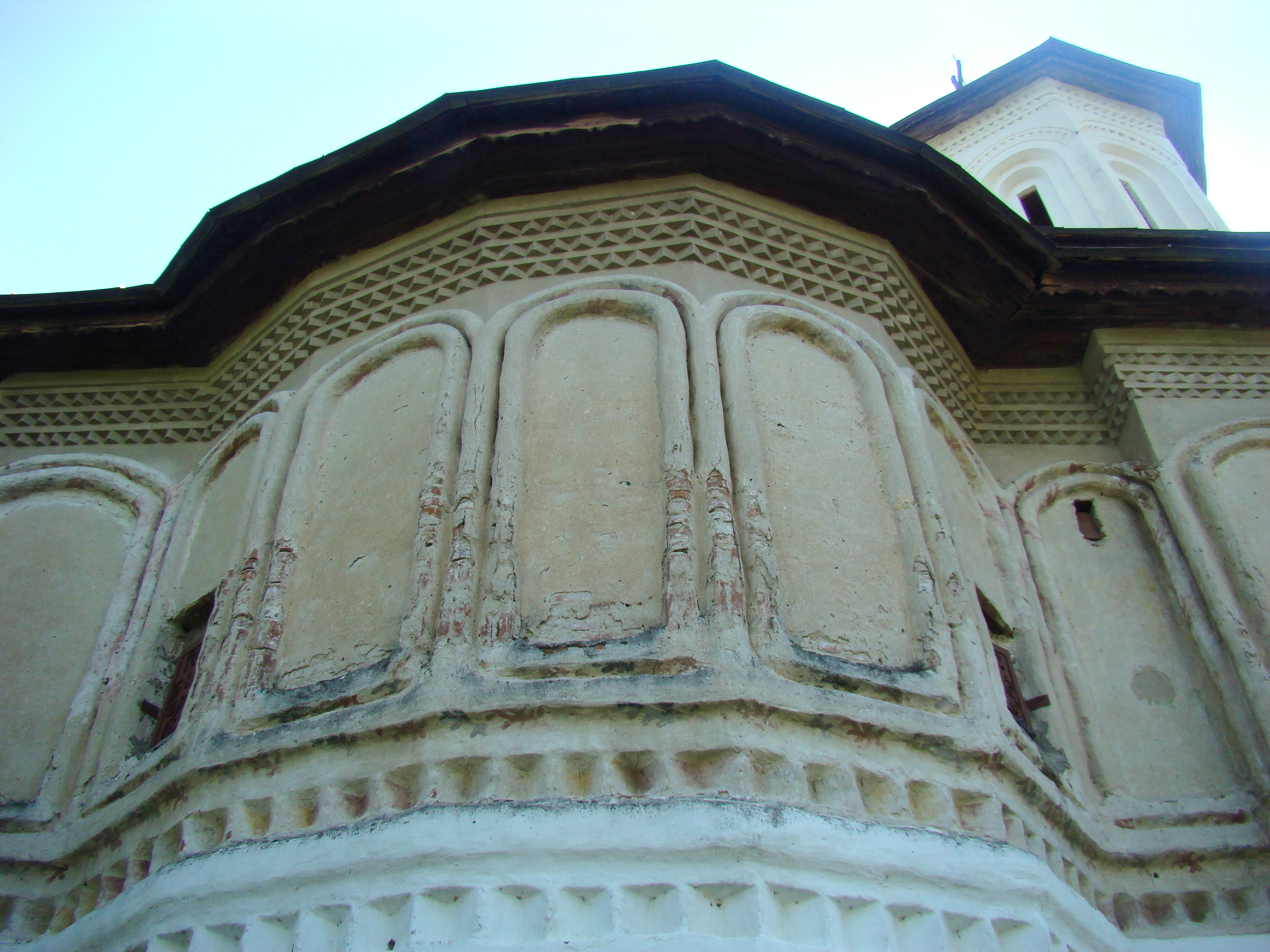
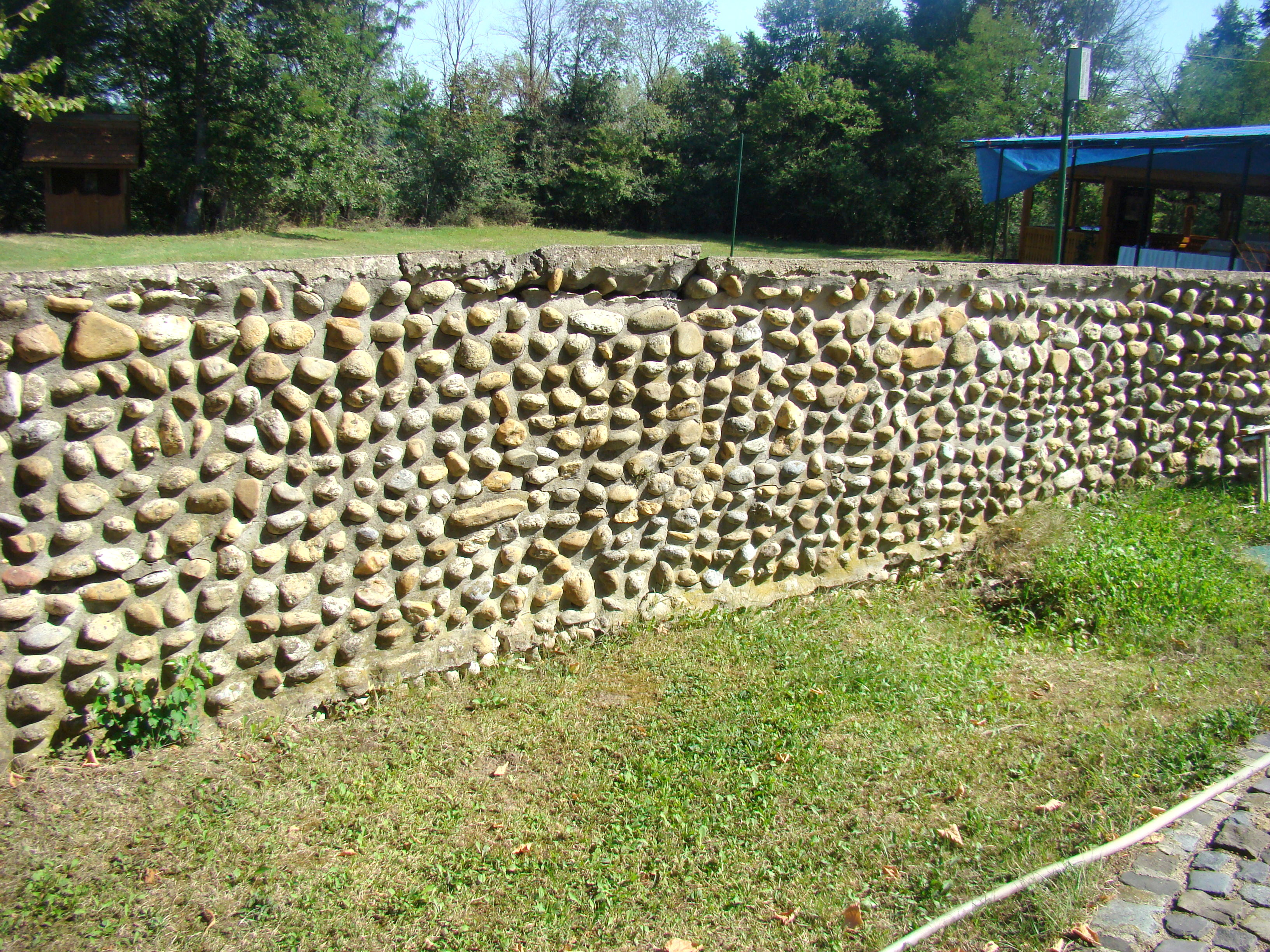
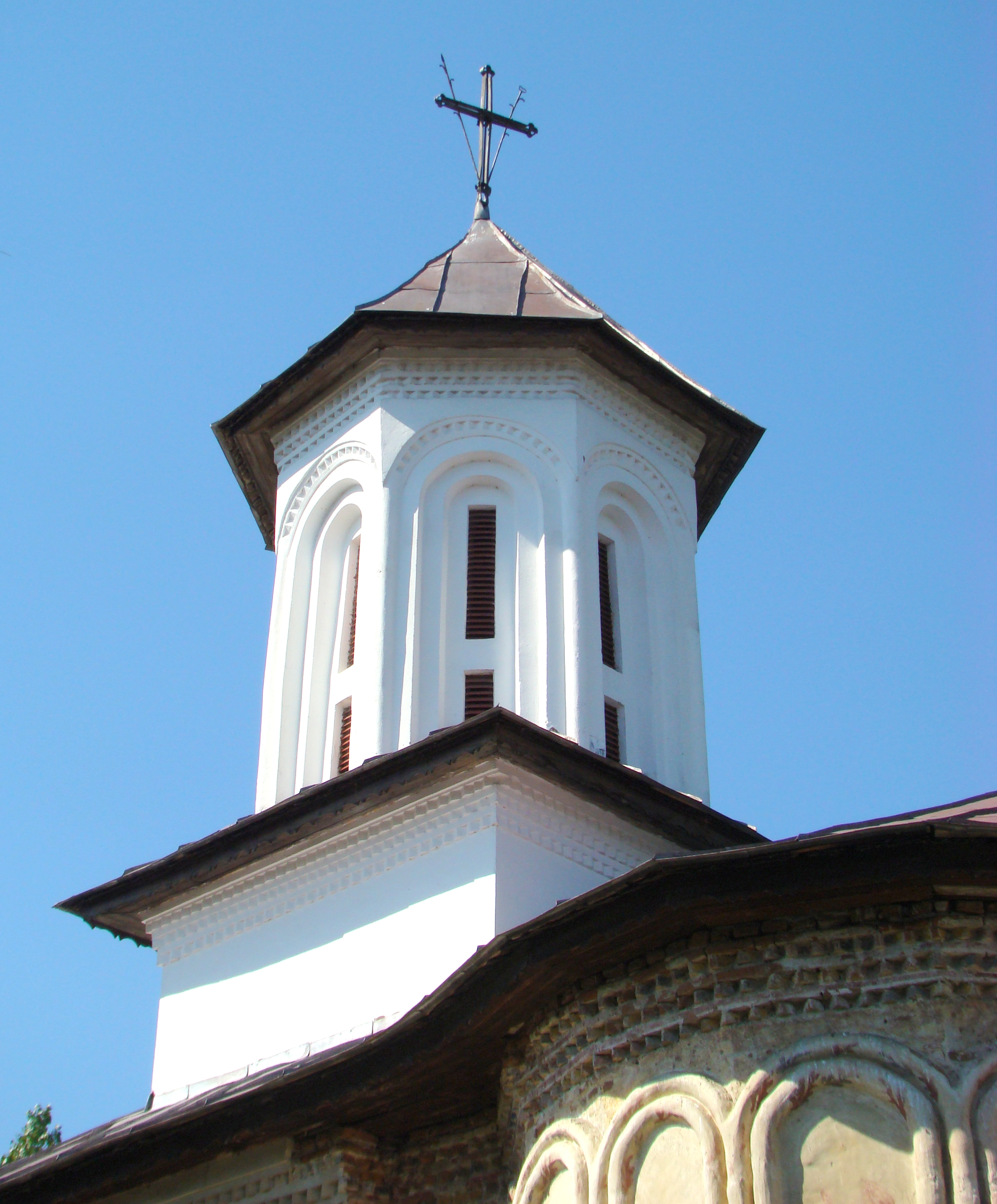
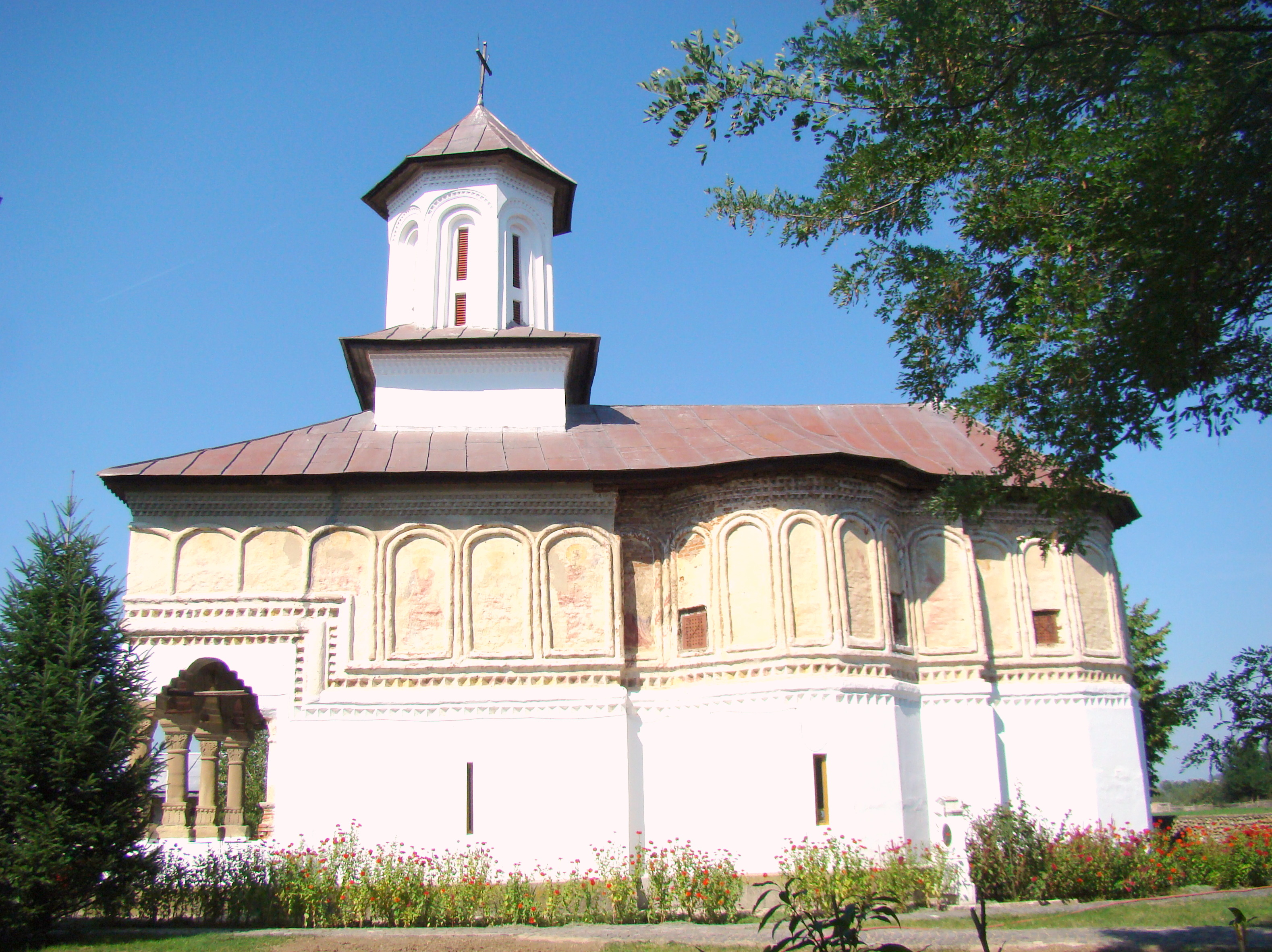
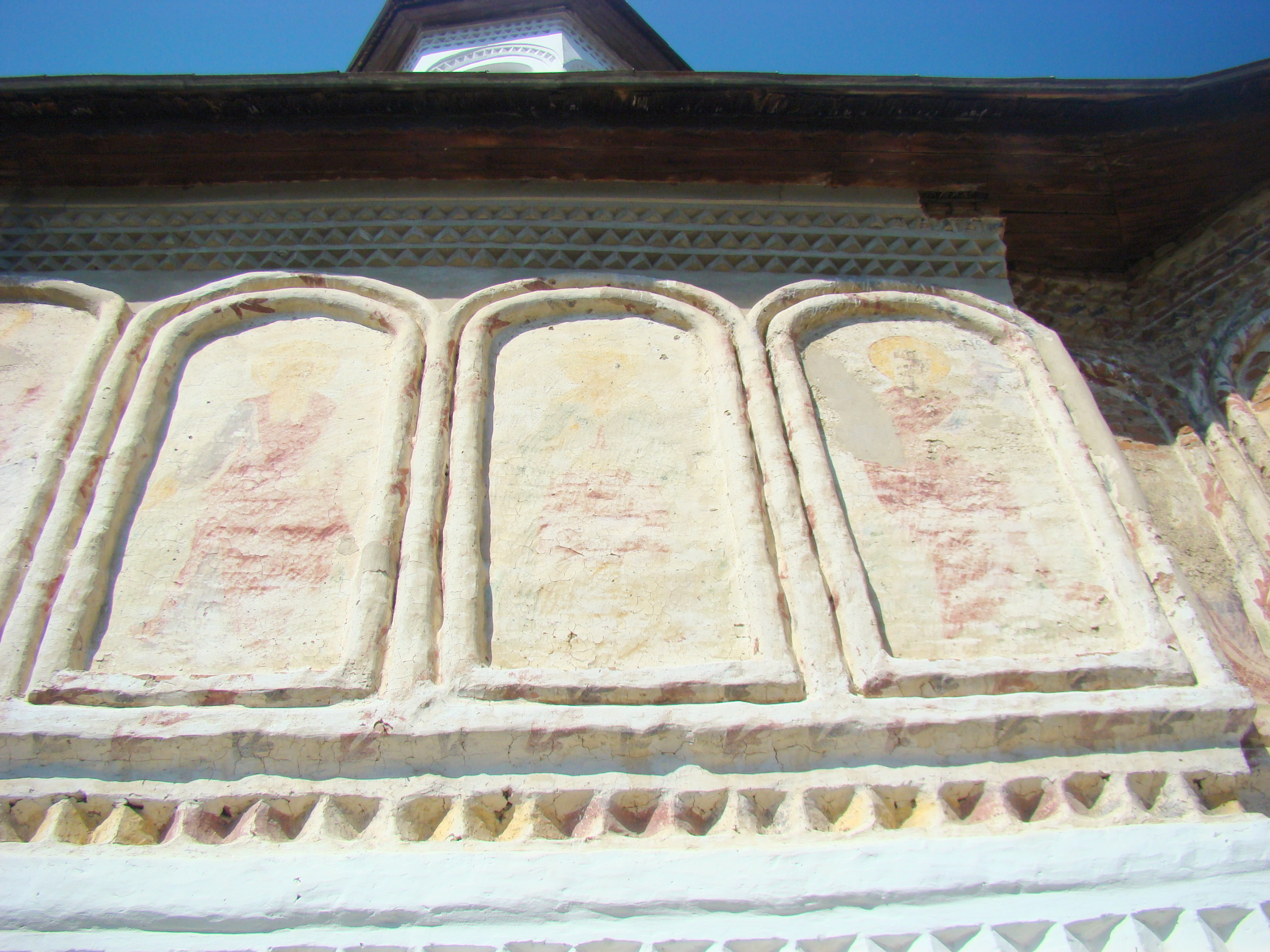
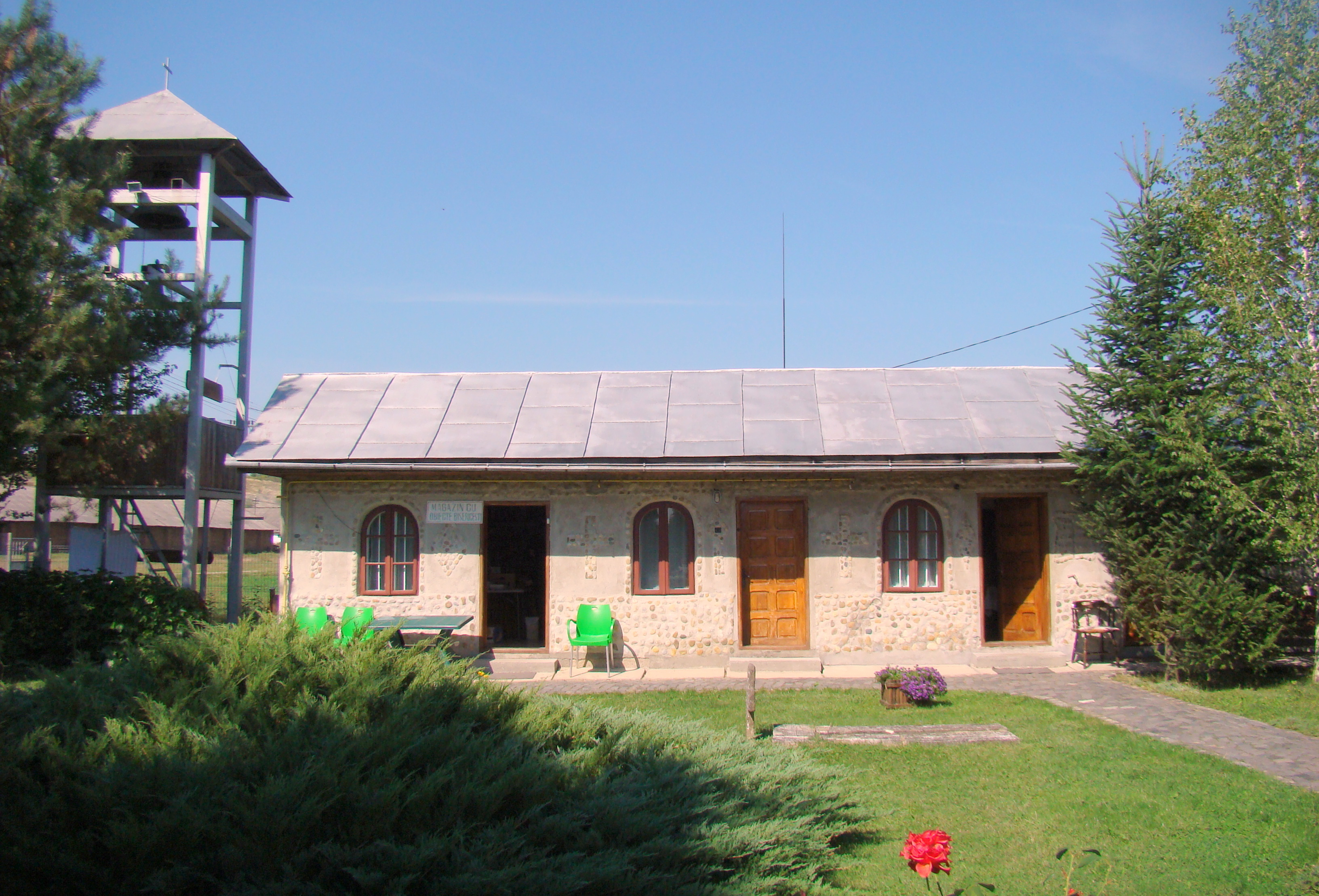
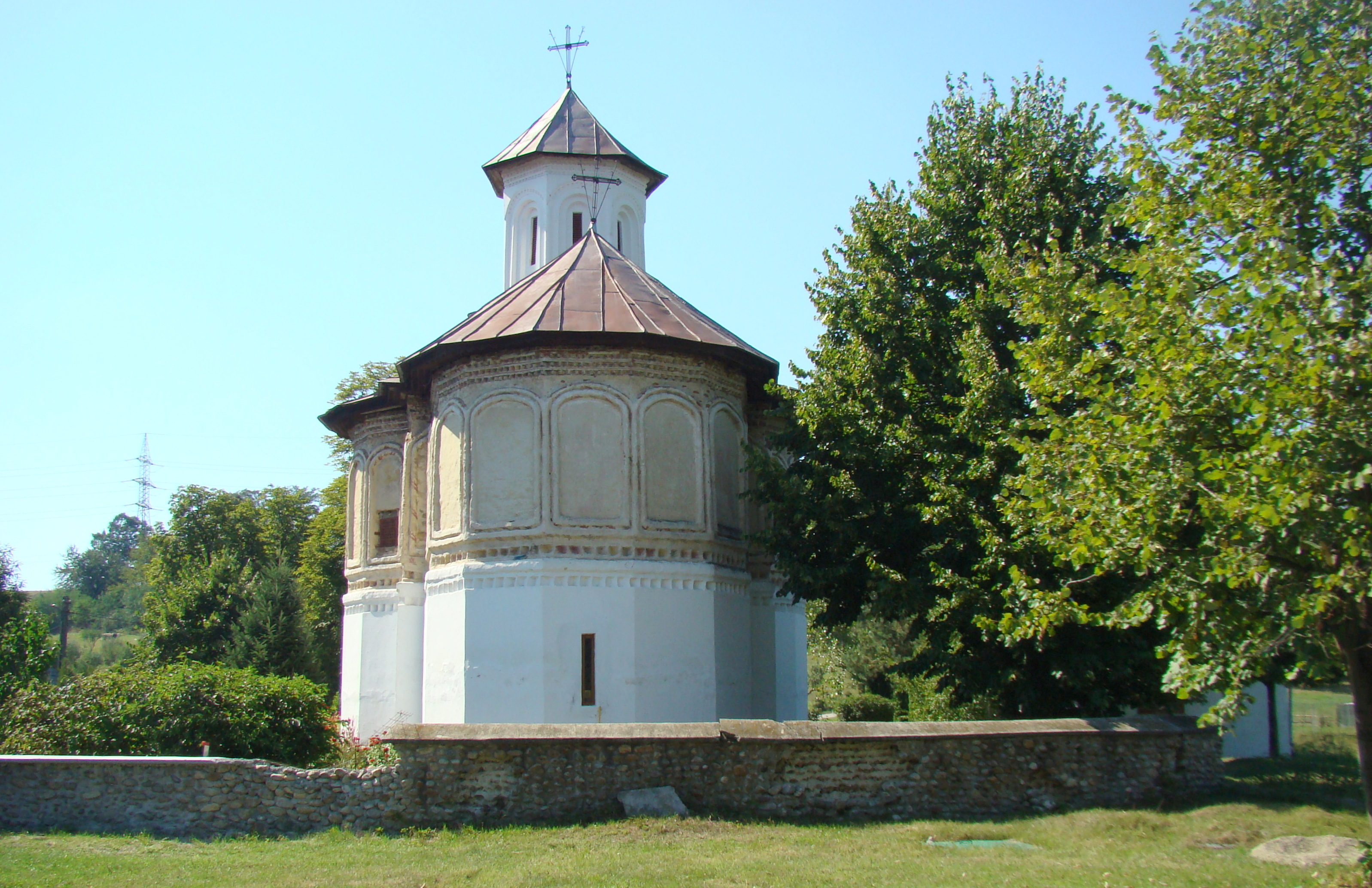

## Imagini din interior

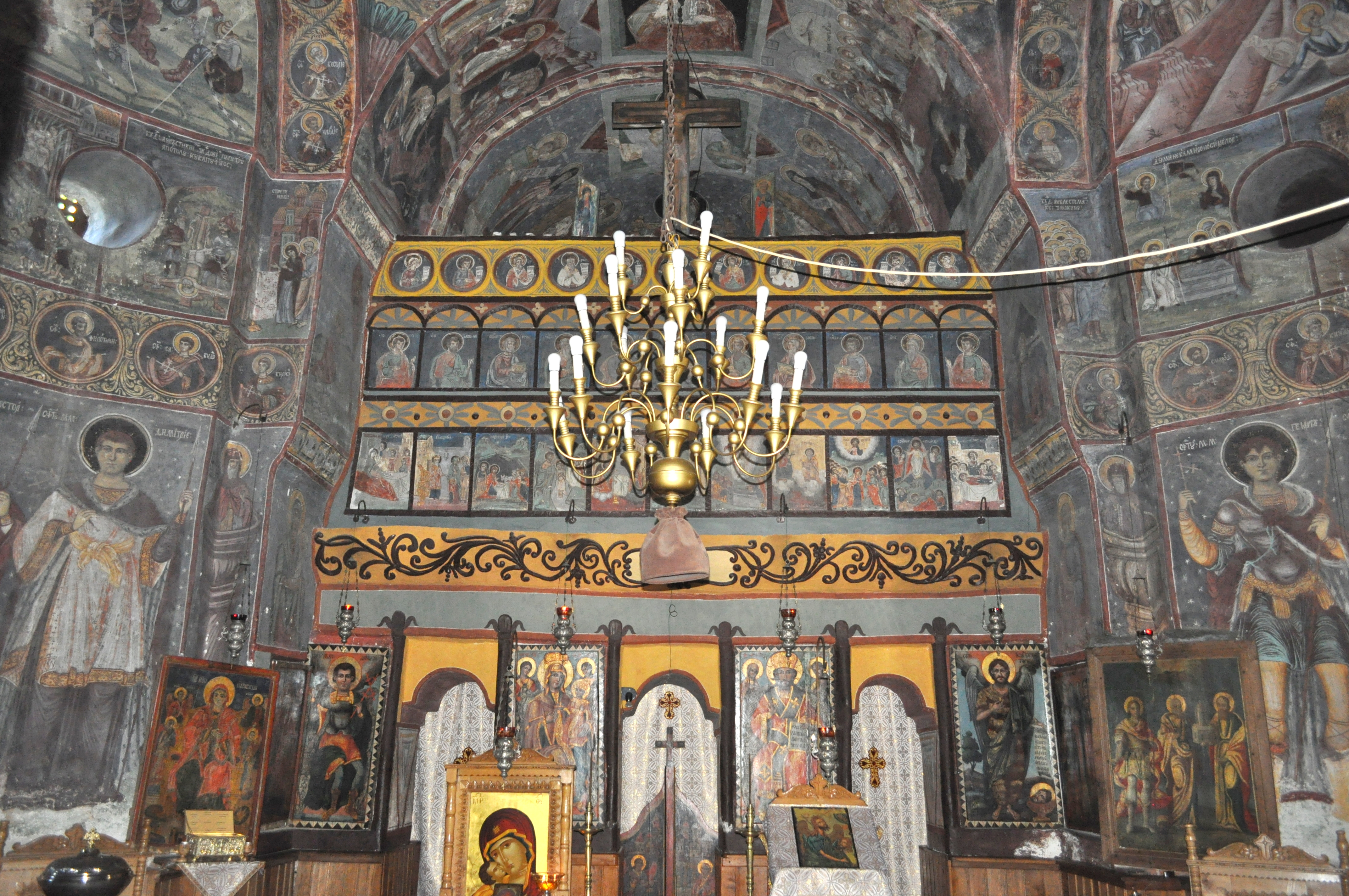
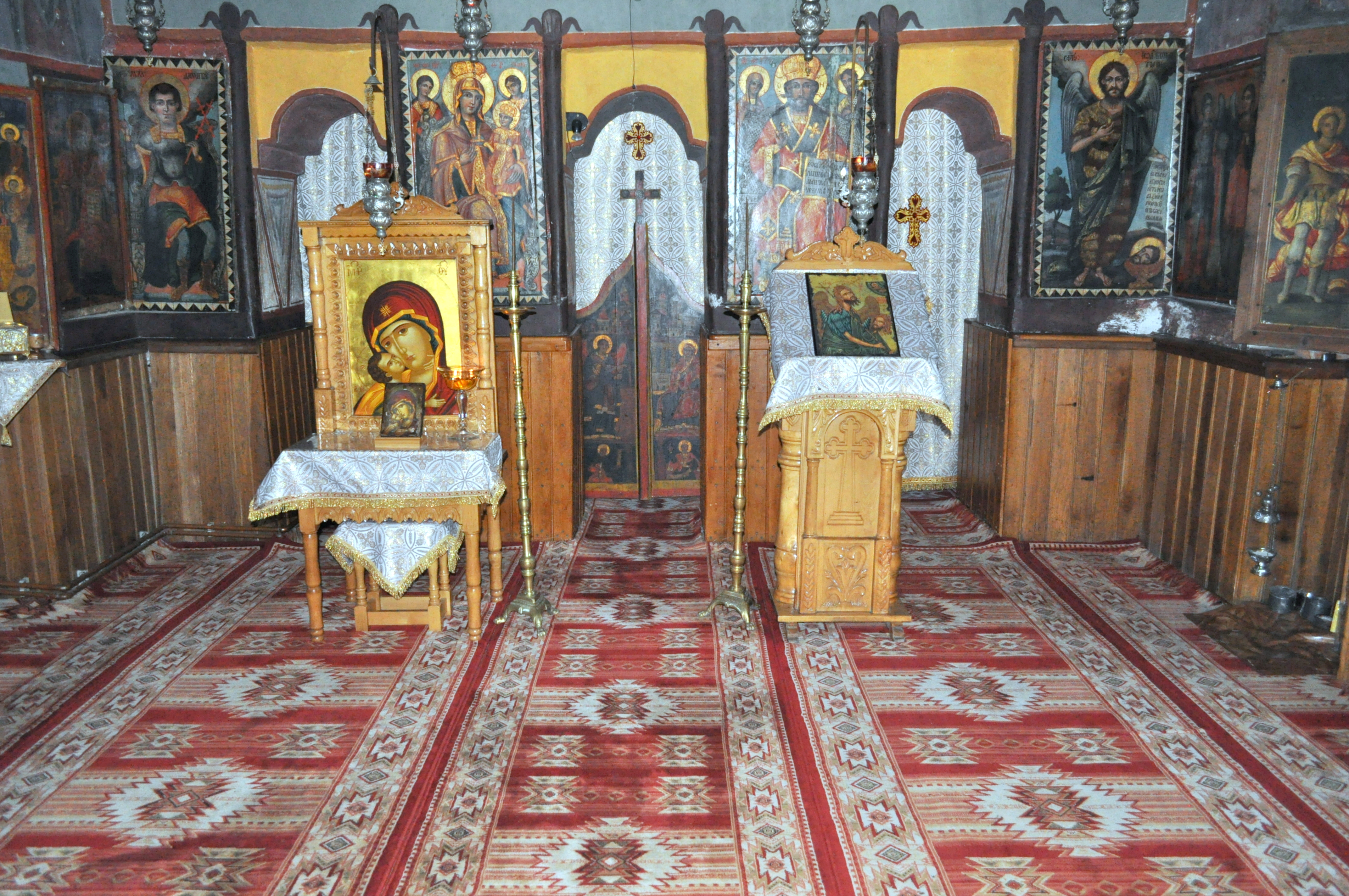
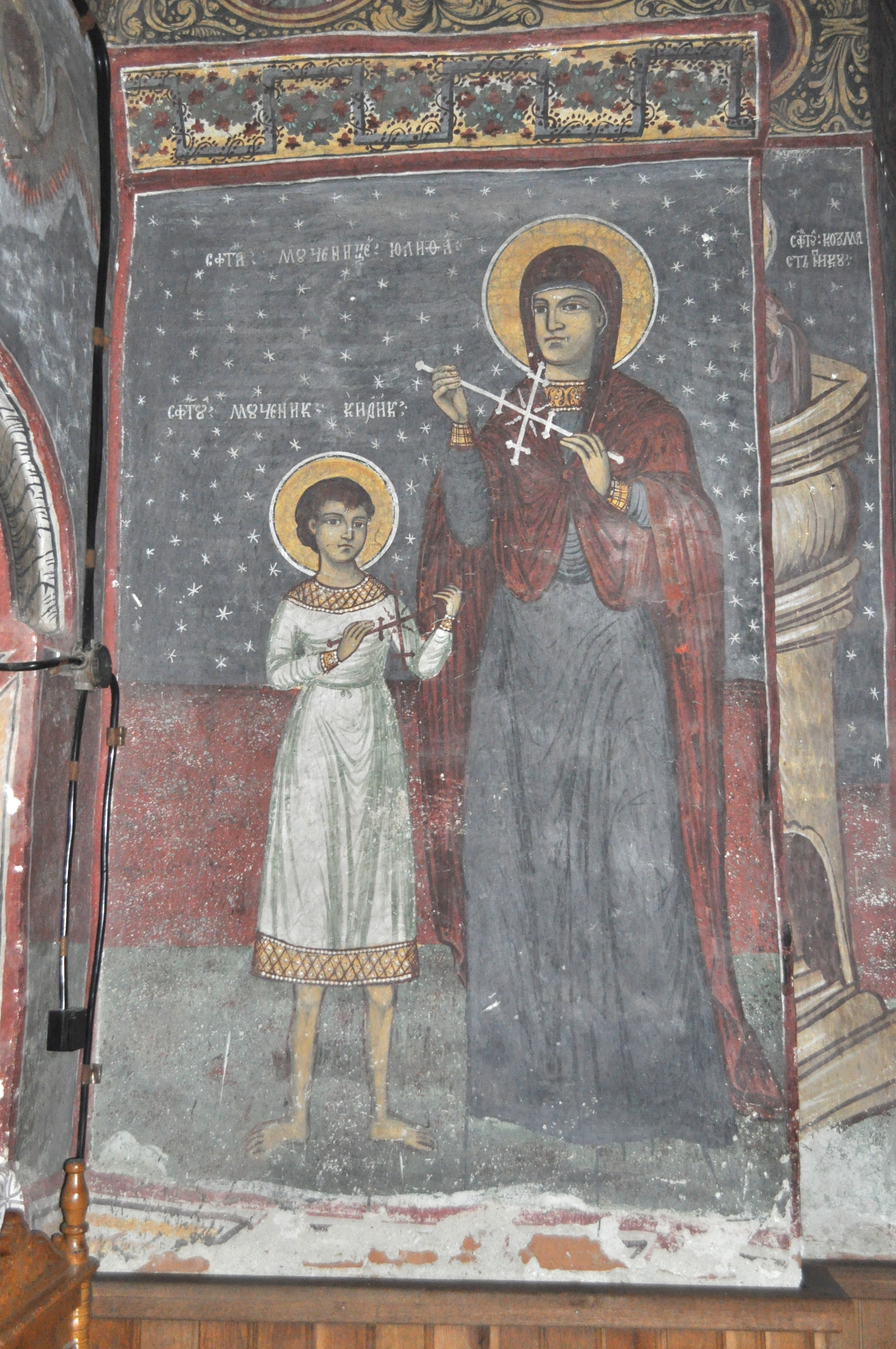
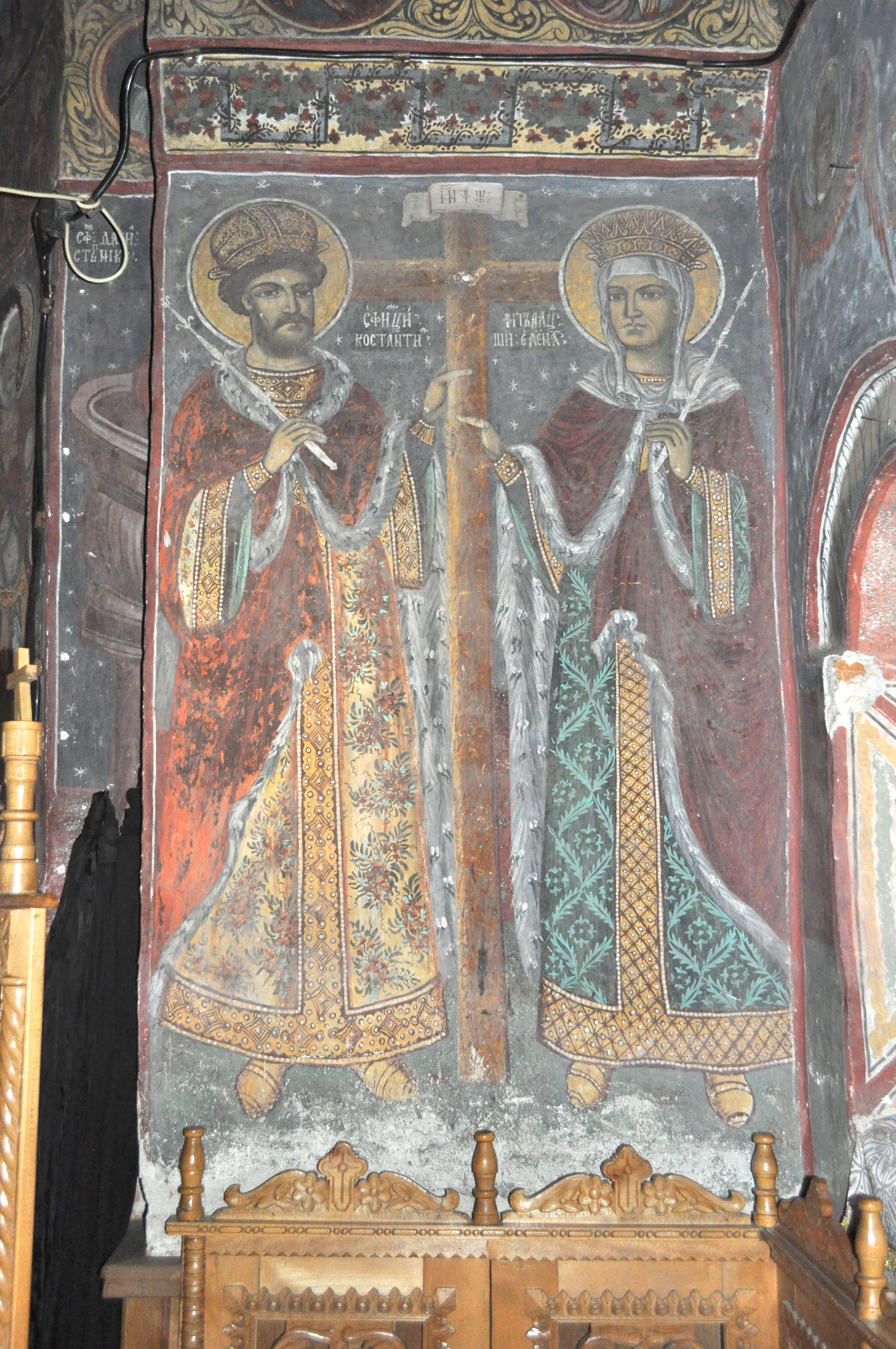
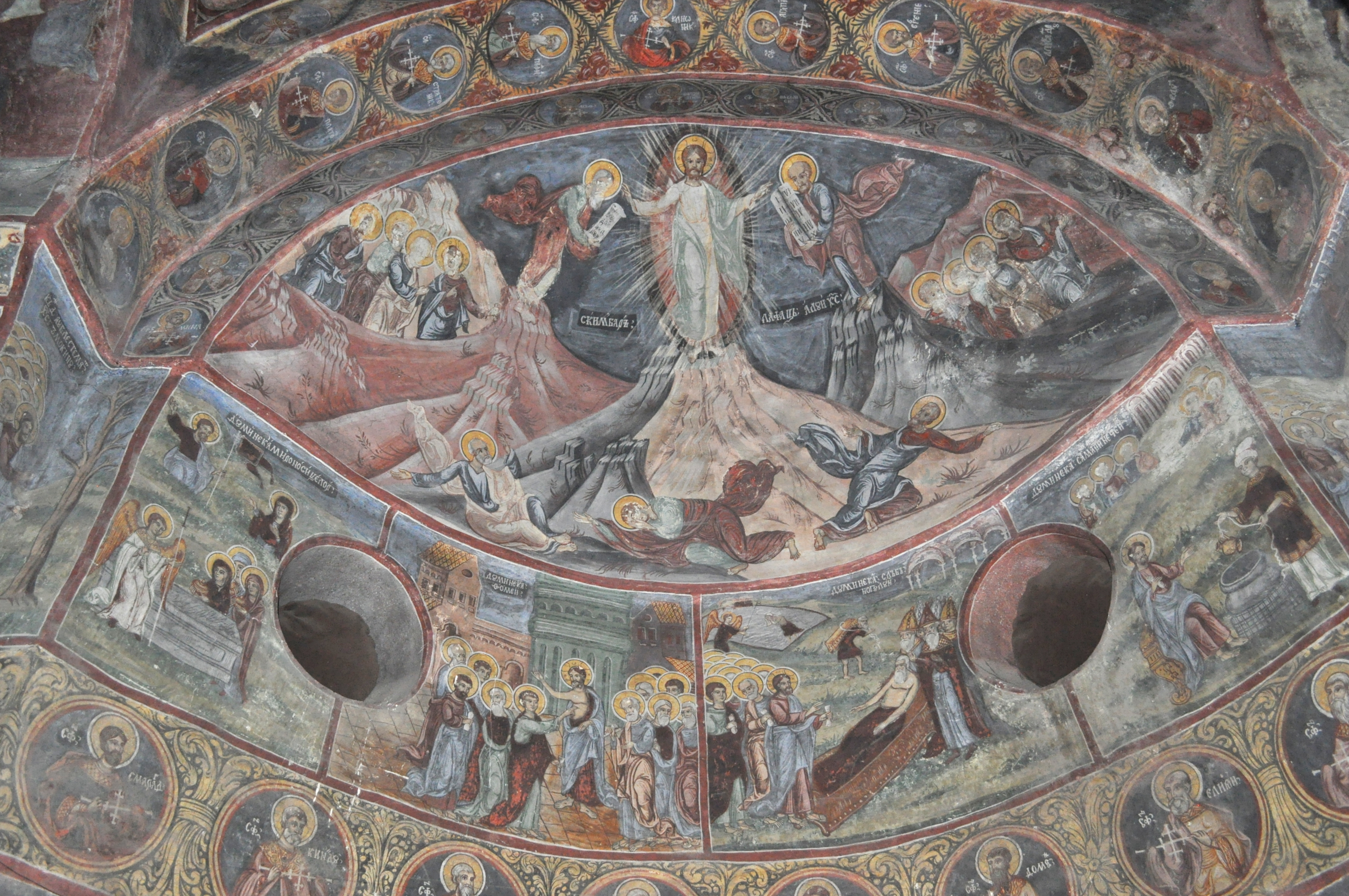
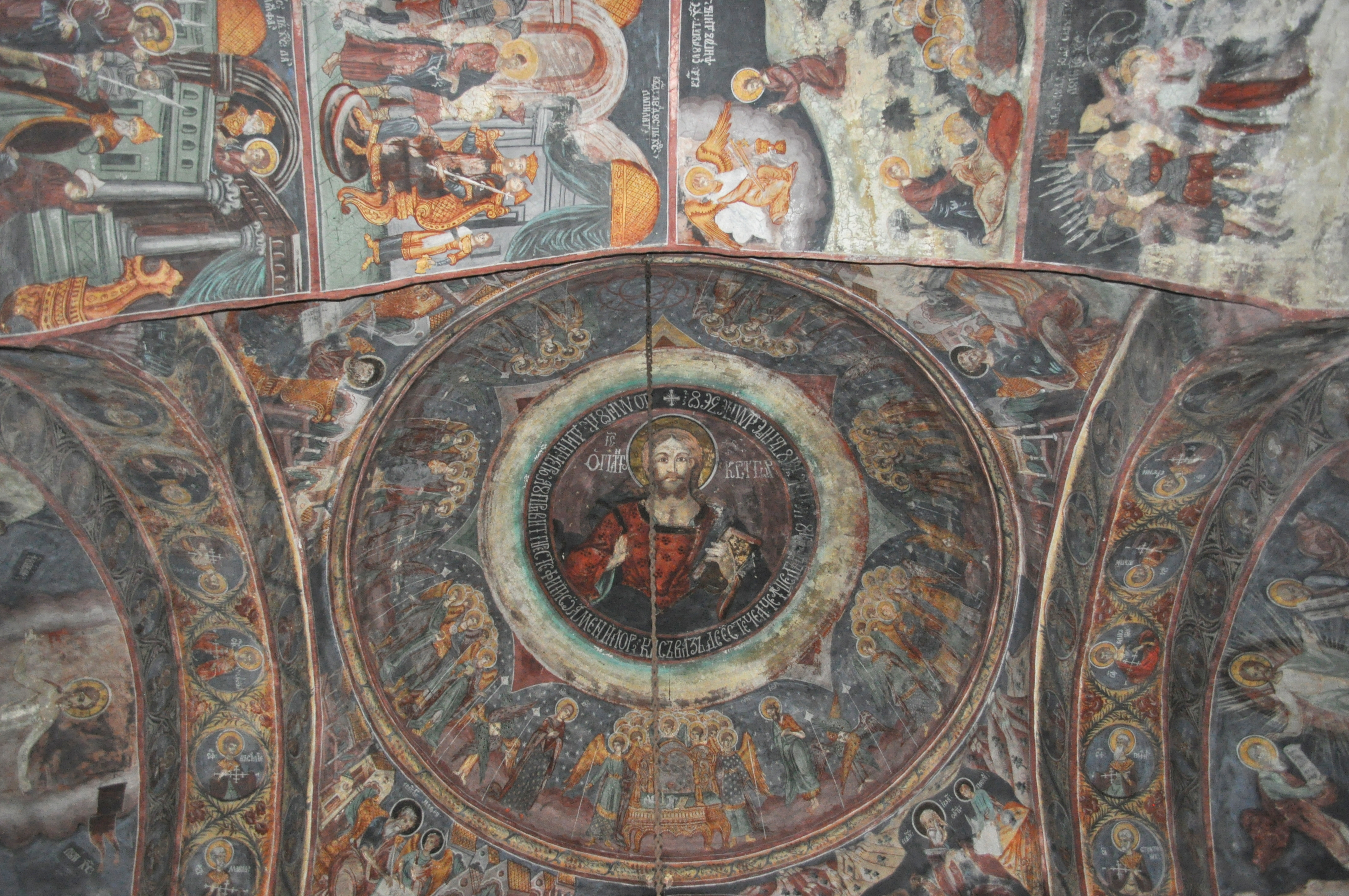
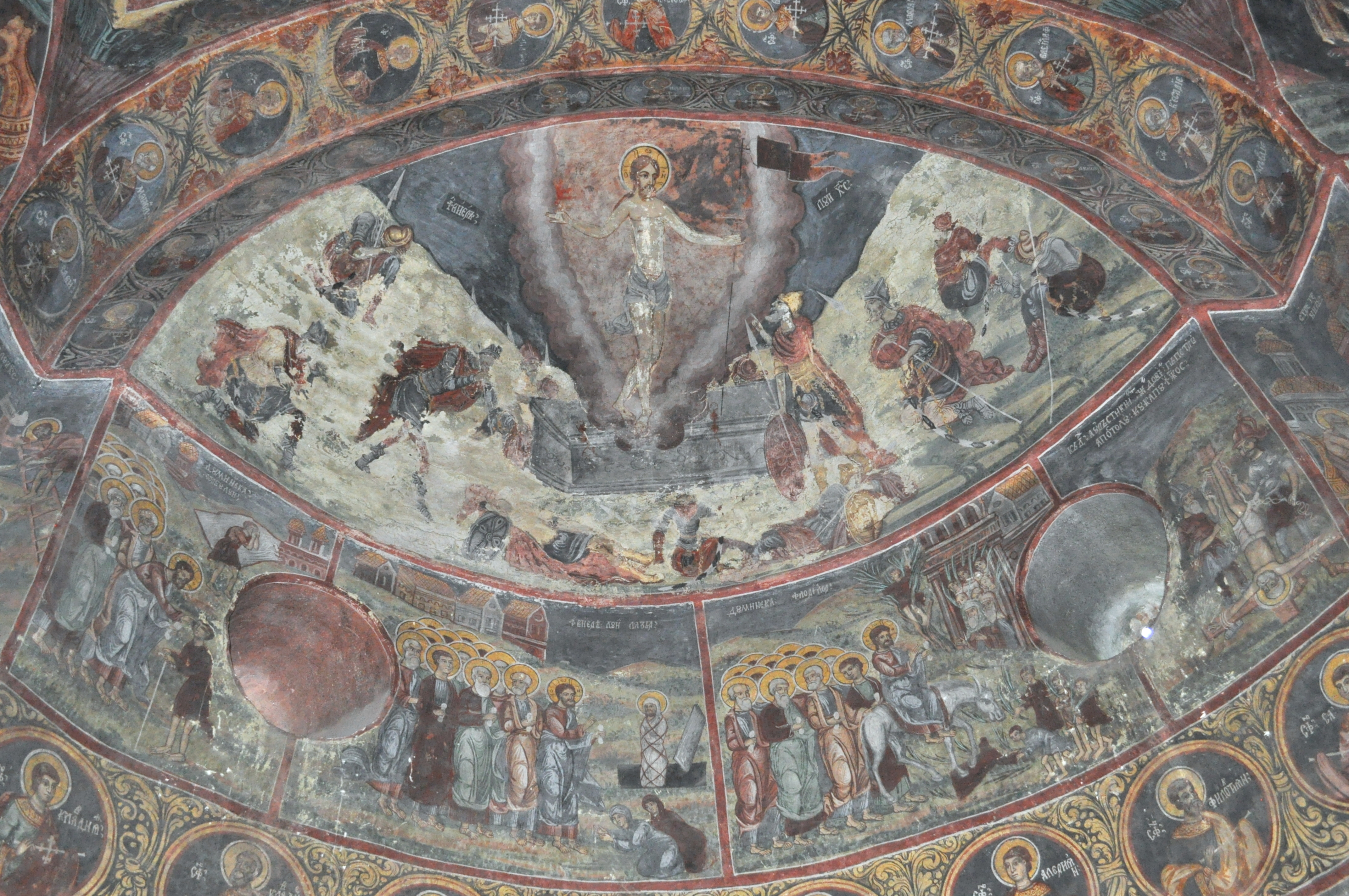
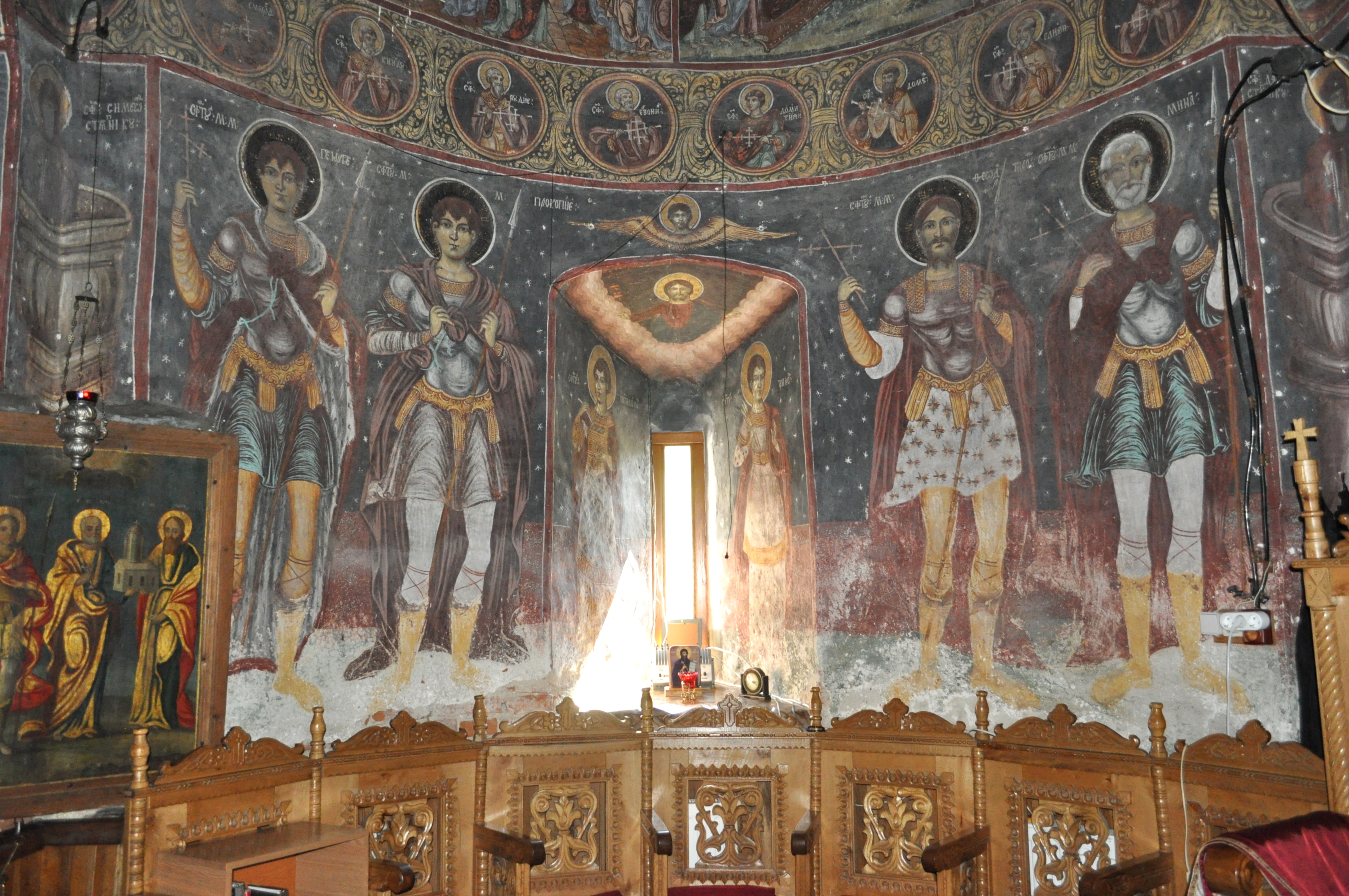
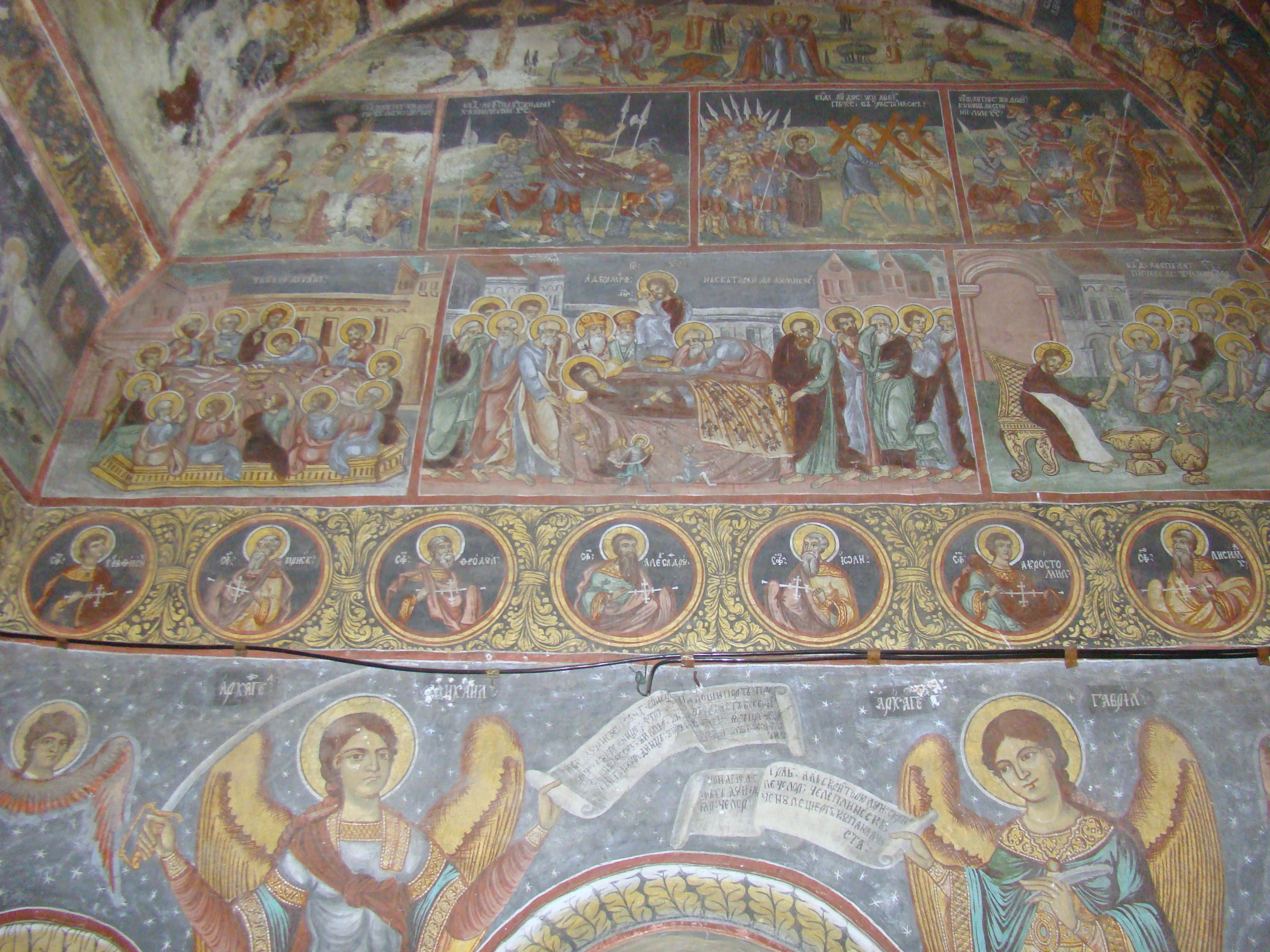
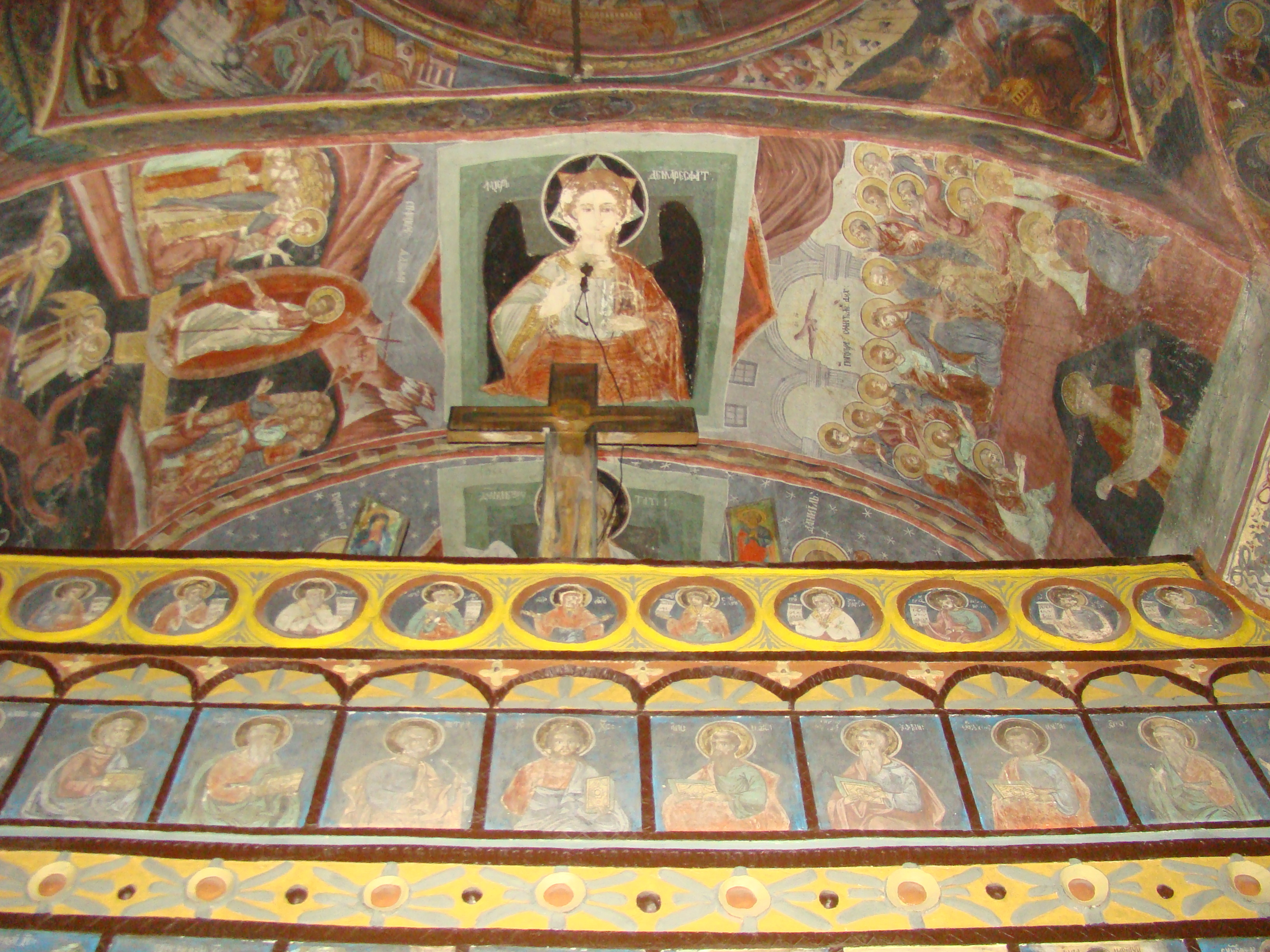
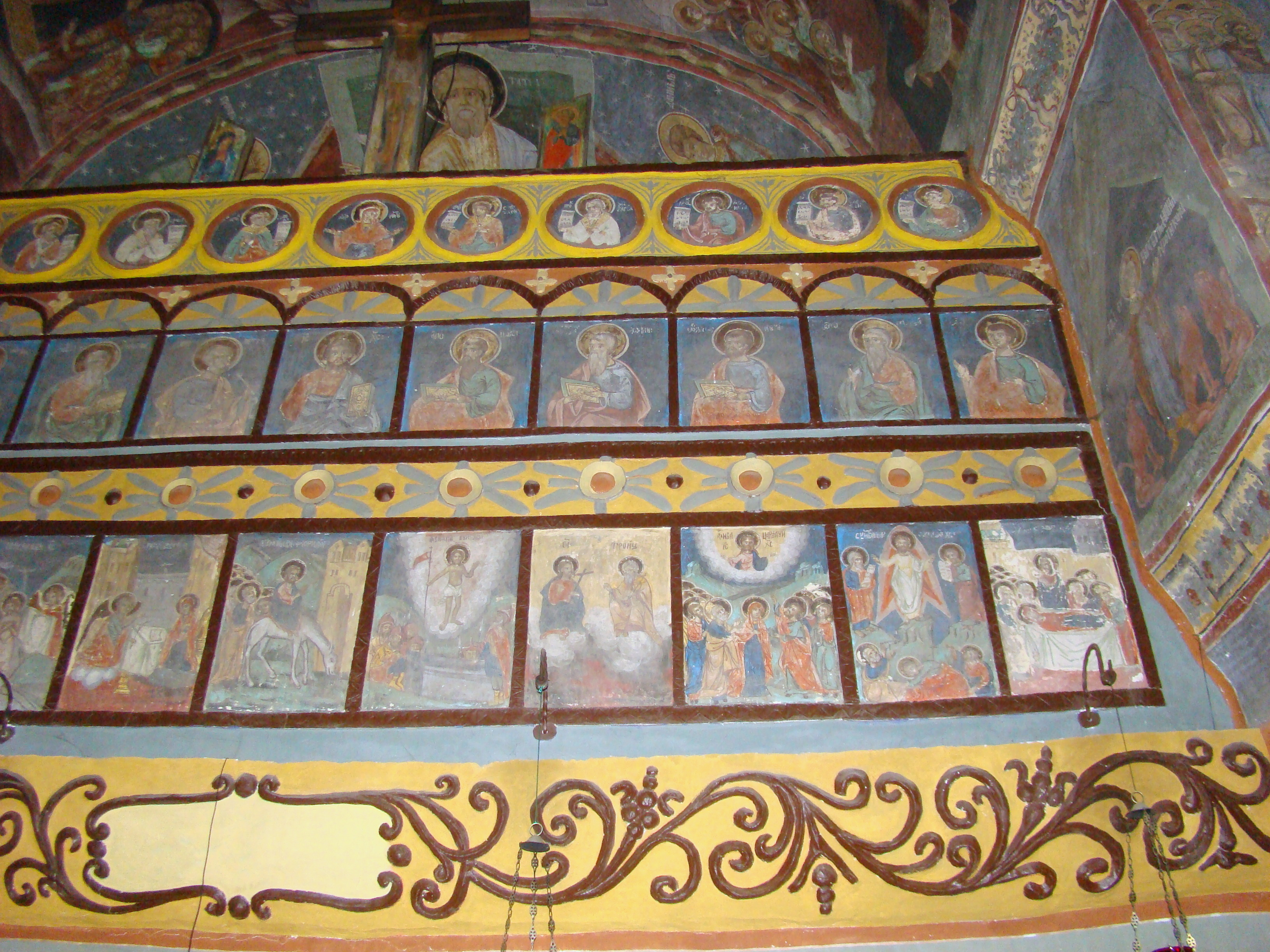
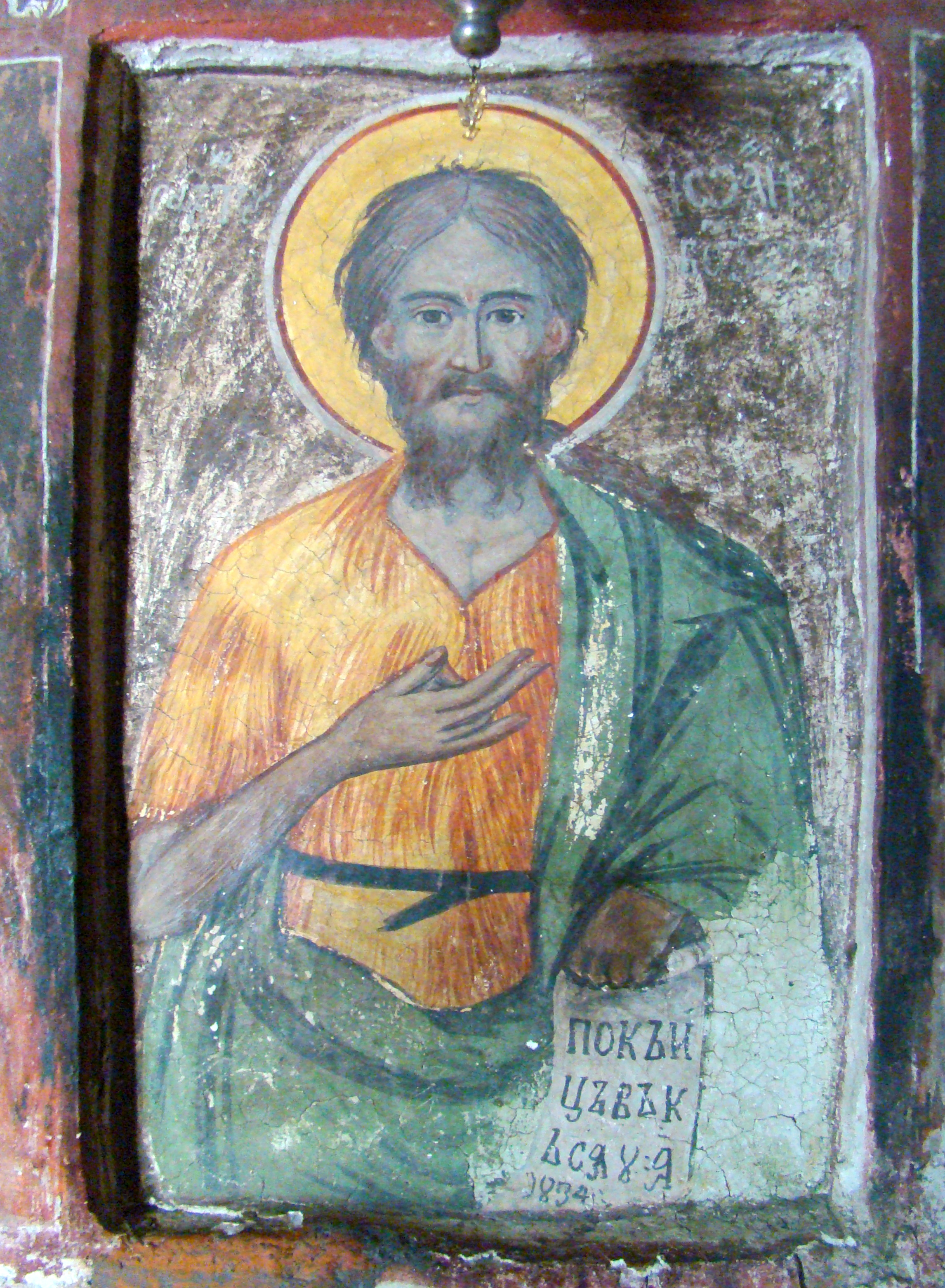
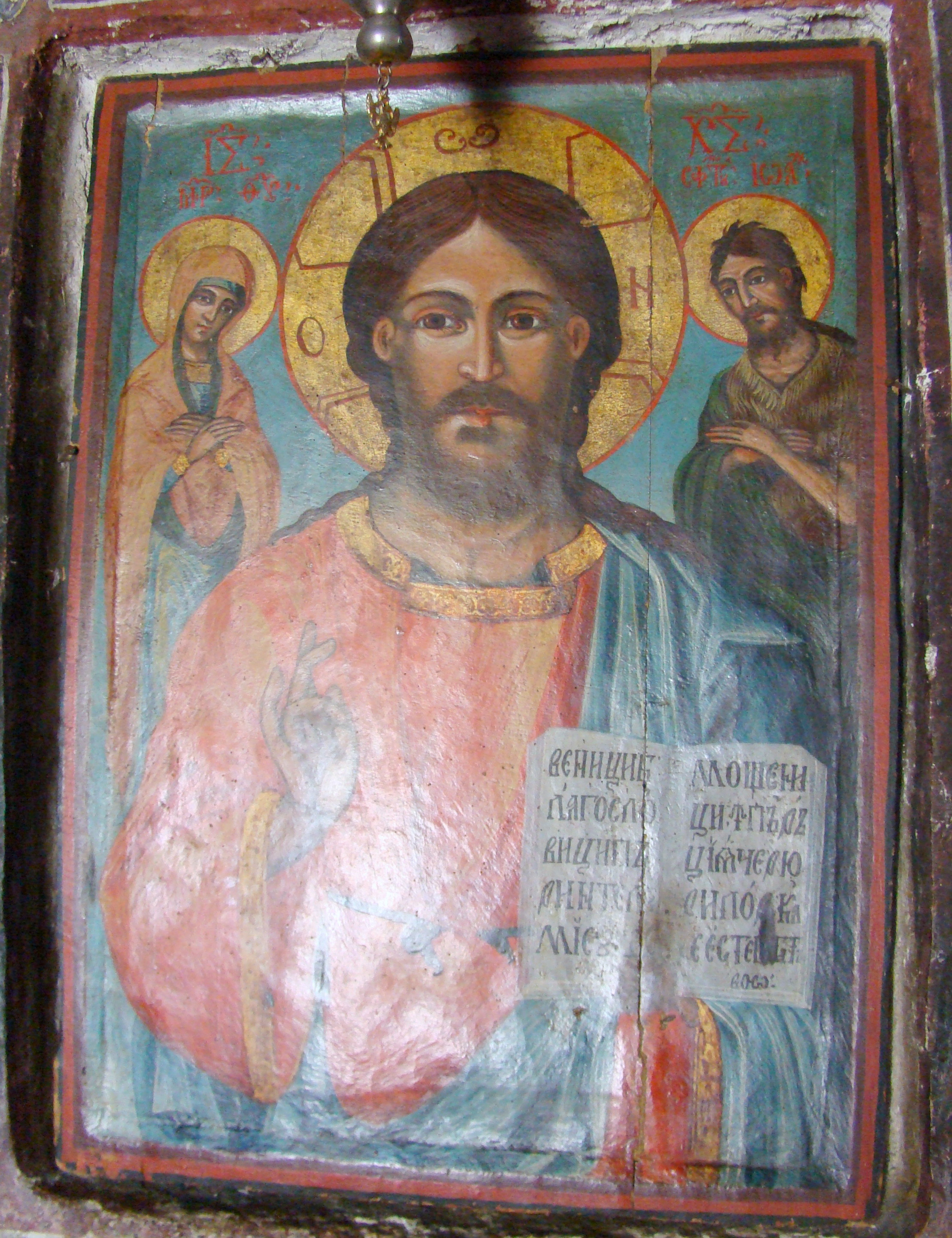
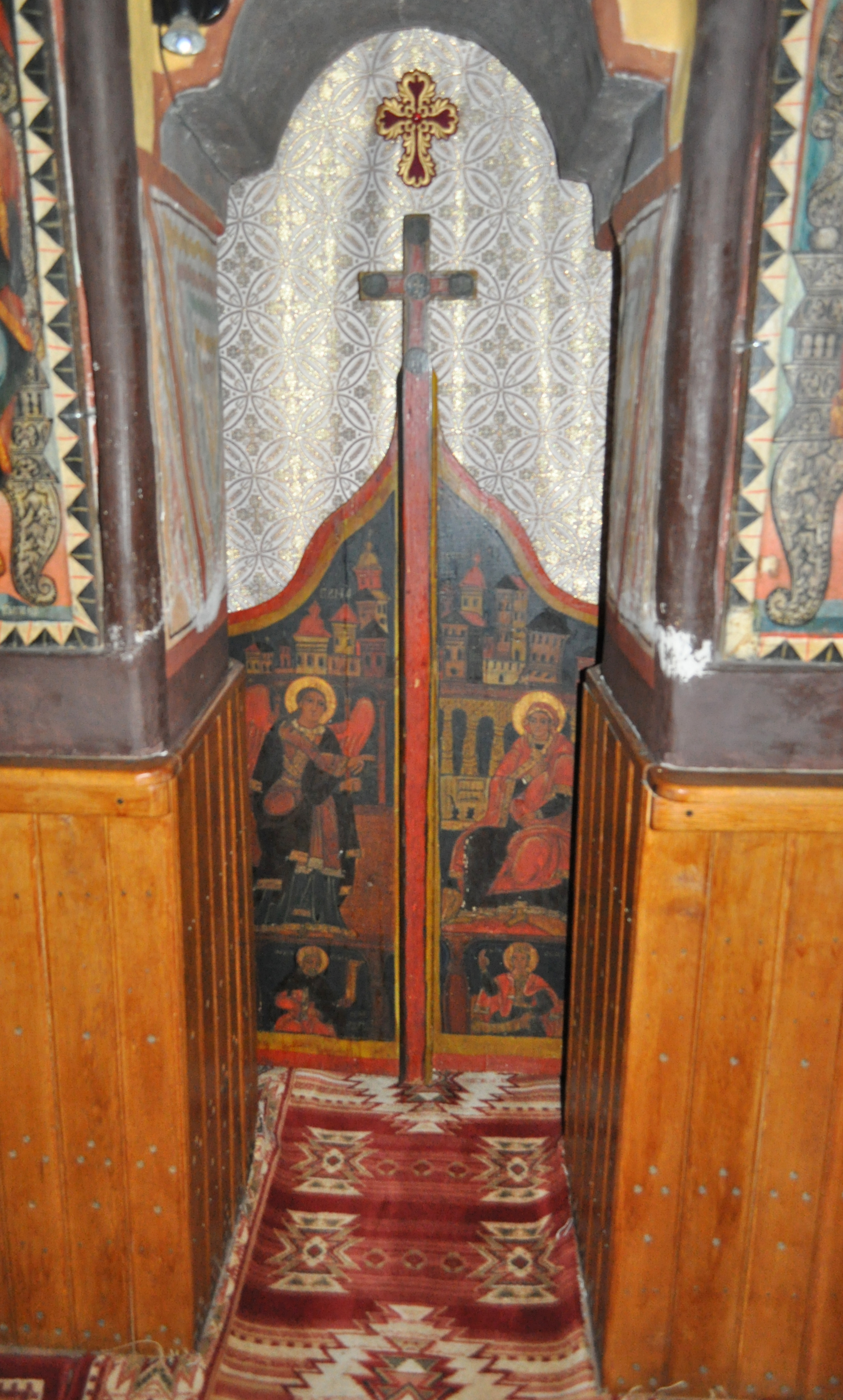
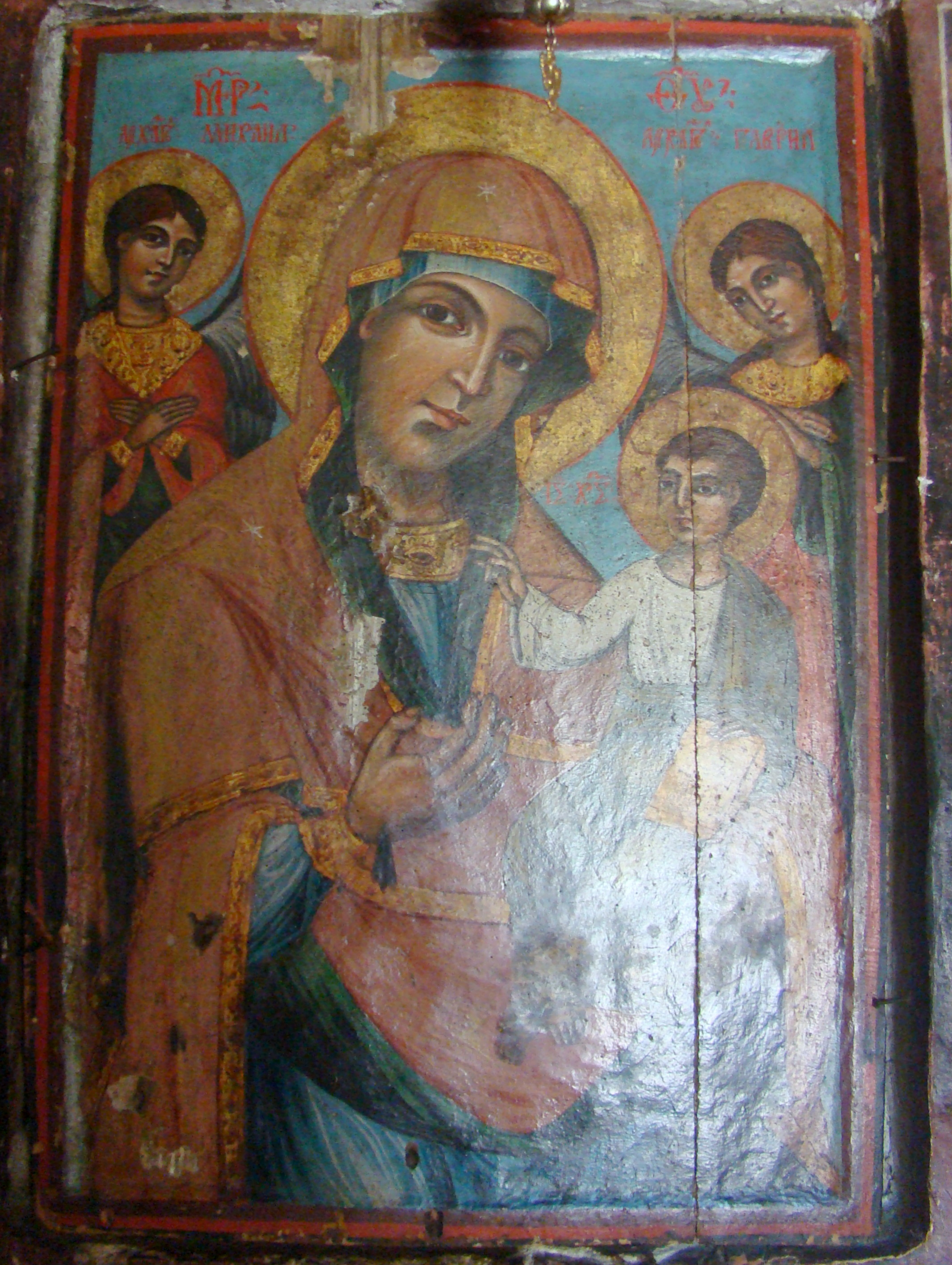
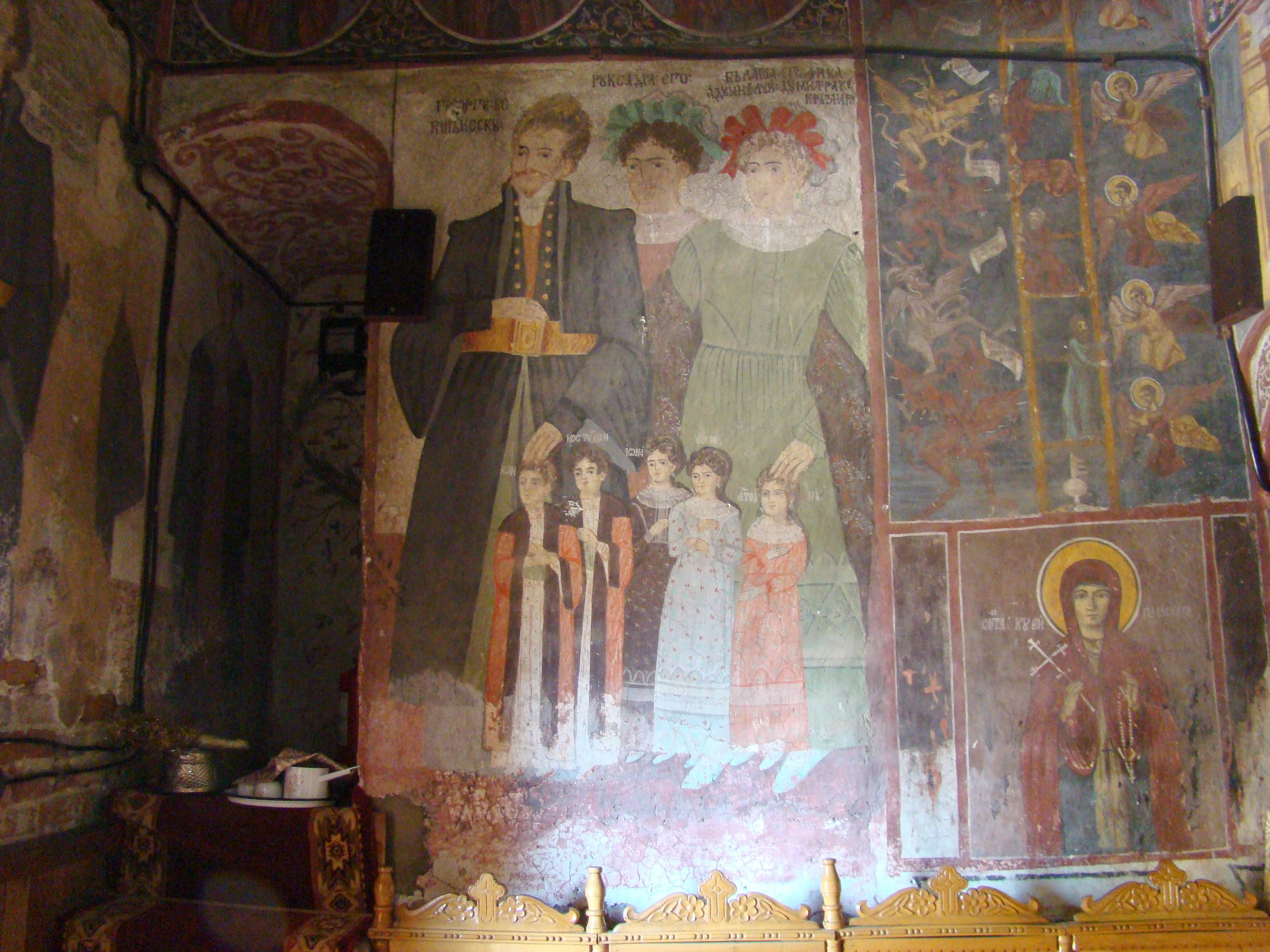
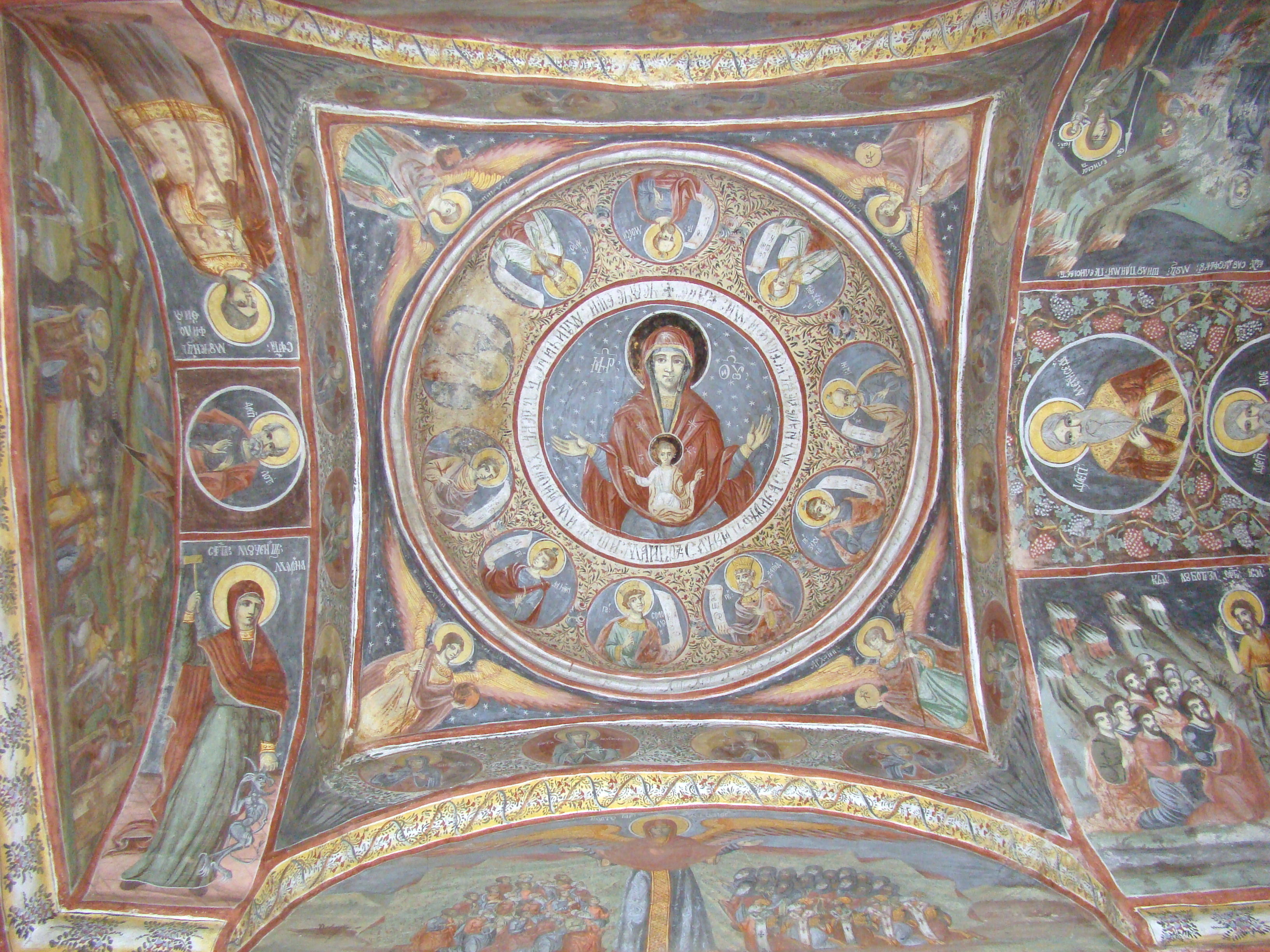
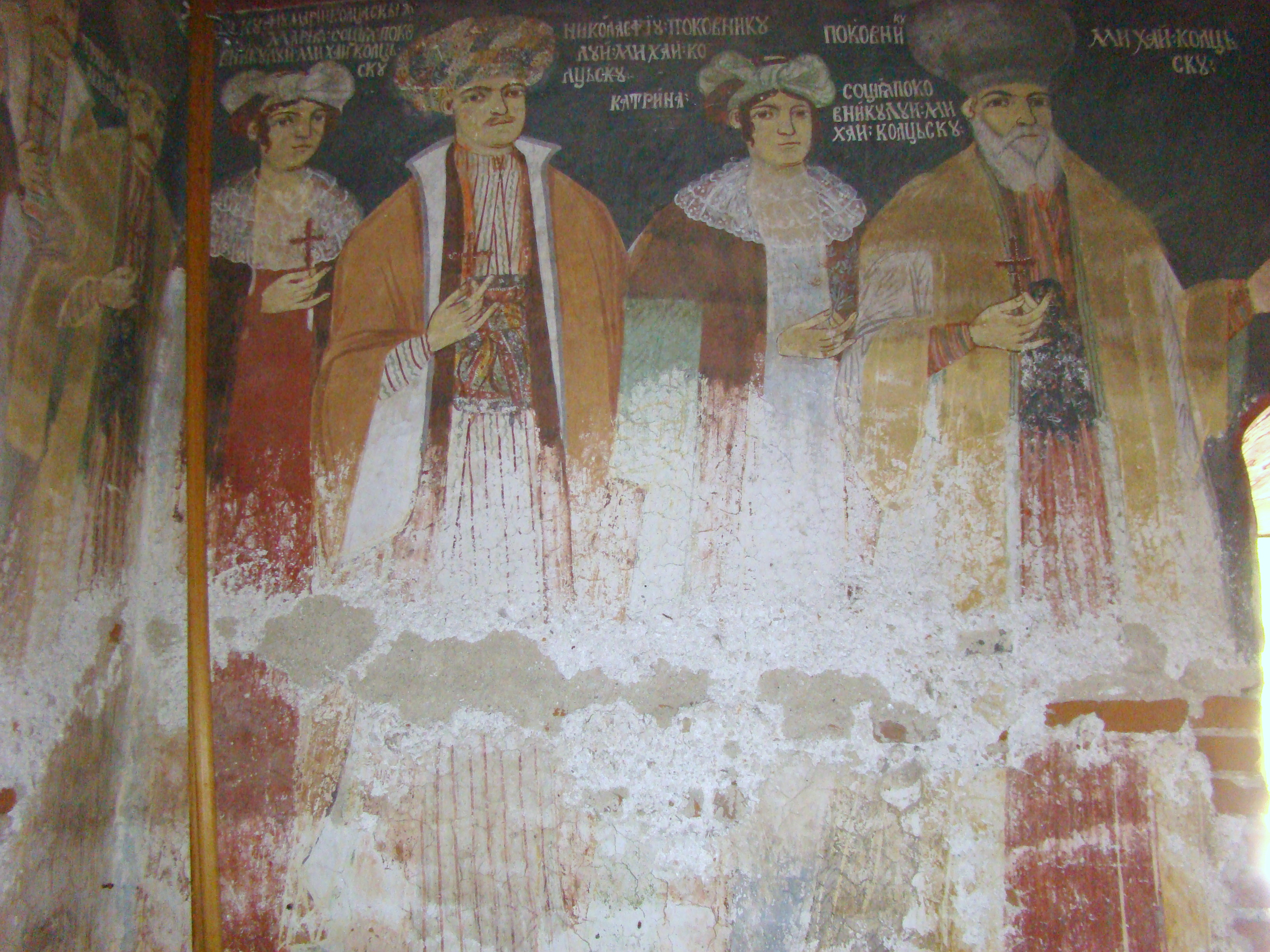

## Legături externe
- Fișă de monument